# Ibiza
Pour les articles homonymes, voir Ibiza (homonymie).
Ibiza (/i.bi.za/ ; en espagnol : /i.ˈbi.θa/ ; en catalan : Eivissa, /əj.ˈvi.sə/) est la plus grande des îles Pityuses et l'une des quatre grandes îles habitées de l'archipel des Baléares. Celui-ci forme l'une des dix-sept communautés autonomes d'Espagne, en mer Méditerranée, dont l'île d'Ibiza est l'une des provinces. Elle est dirigée par le Conseil insulaire d'Ibiza et subdivisée en cinq communes (voir plus bas).
Historiquement pauvre et isolée, moins dotée que d'autres lieux de randonnée des îles de Méditerranée, l'île a connu un prodigieux essor touristique au XXe siècle autour d'une identité « festive, multiculturelle, ludique et cosmopolite ». Ville principale et capitale, Ibiza, devient réputée pour ses fête et ses plages, qui drainent de nombreux touristes l'été.
Les îliens se rattachent au siècle suivant à leur passé folklorique et historique.

## Géographie

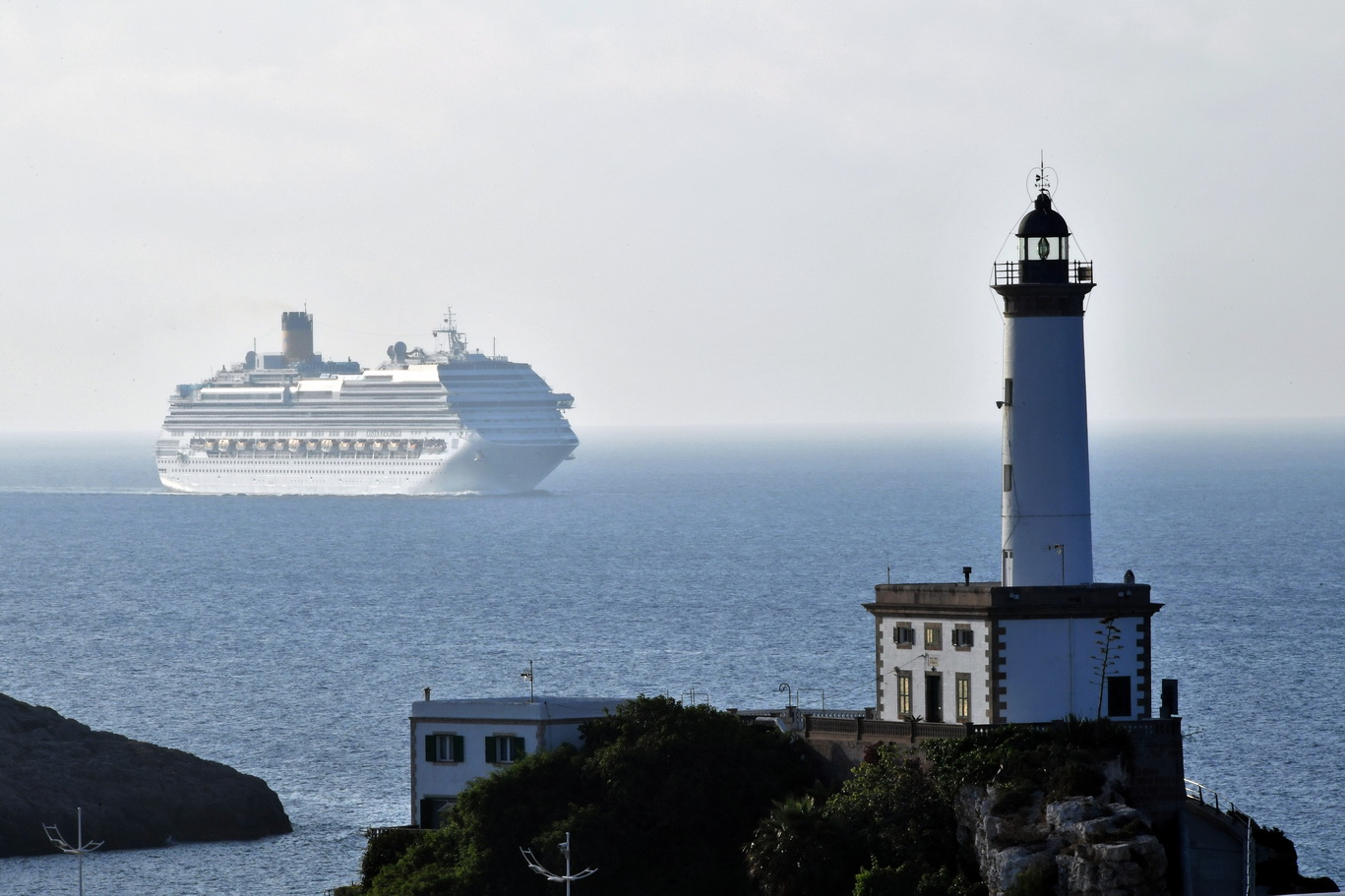
Port
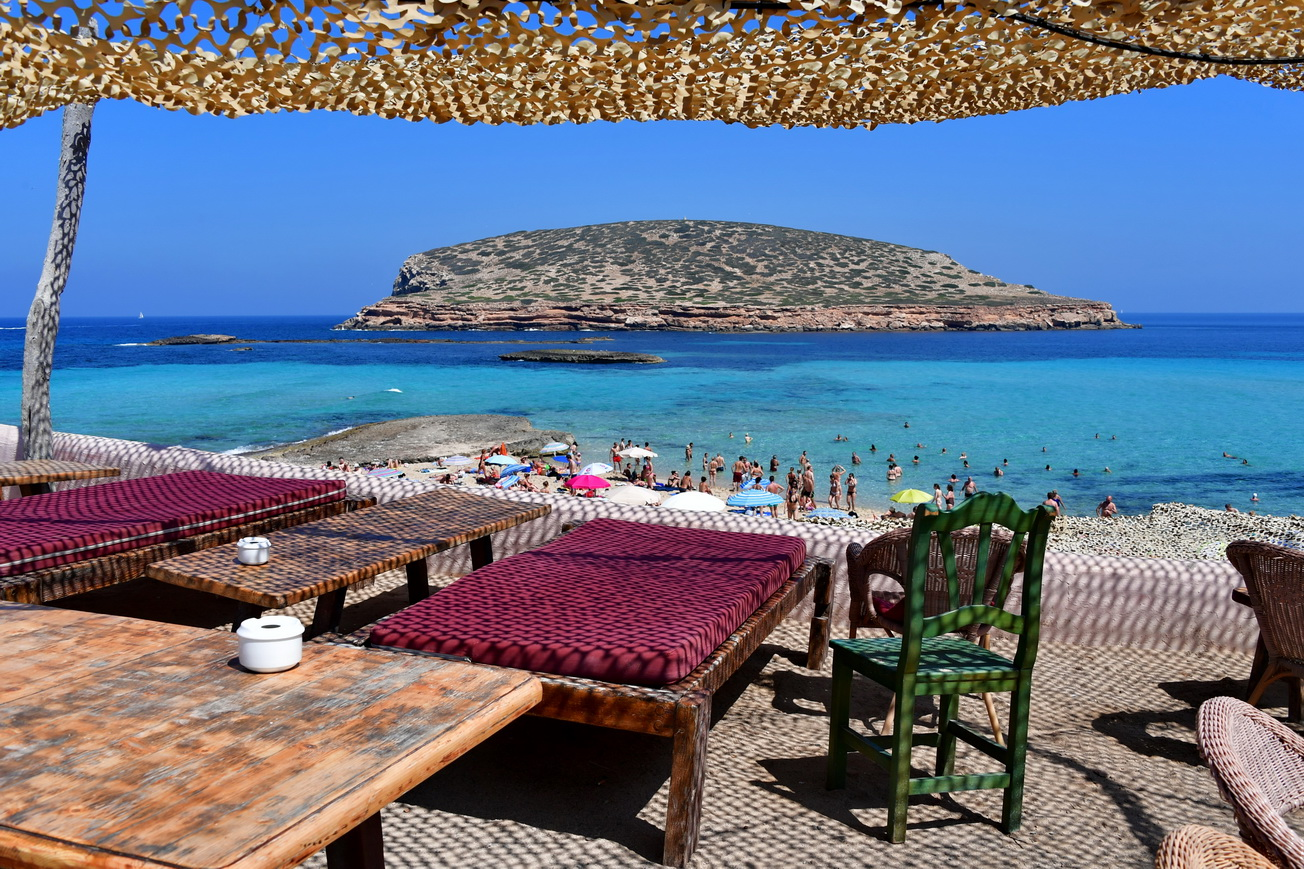
Platja de Comte
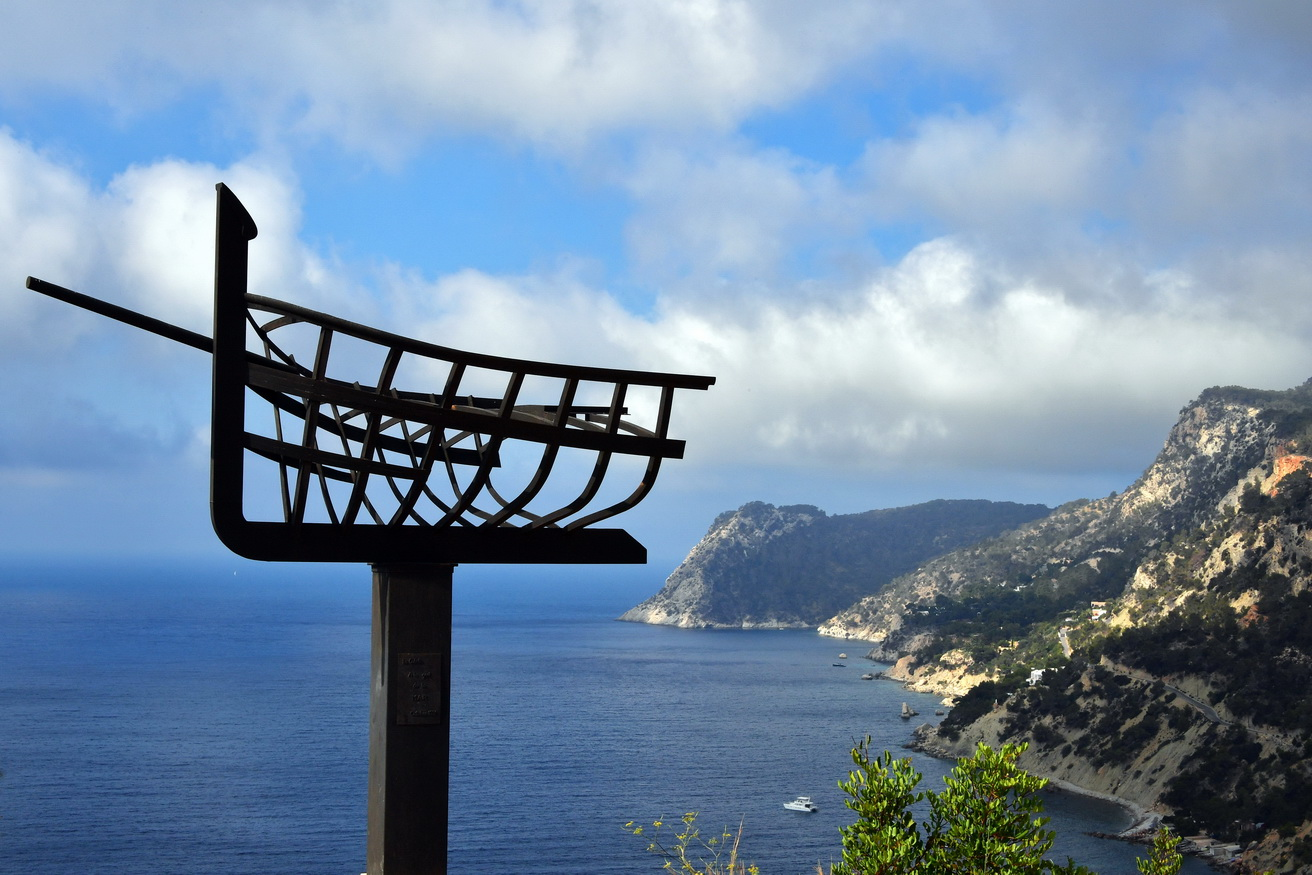
Es Cubells
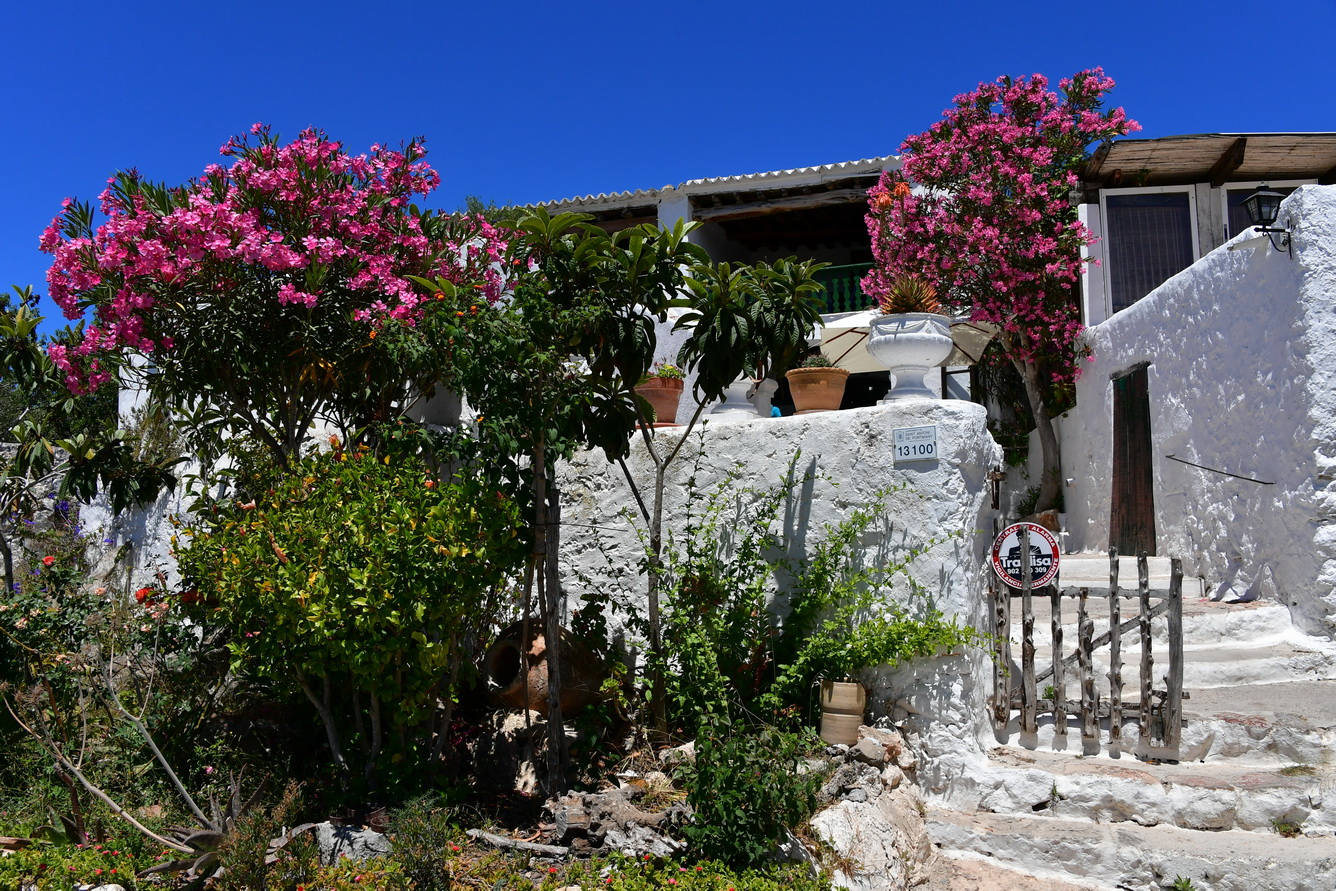
Ancienne maison de campagne

### Situation
Ibiza se situe en mer des Baléares. Elle couvre une superficie de 572 km2 et se localise à 80 kilomètres à l'est des caps de La Nau et de Sant Antoni ainsi qu'à une centaine de kilomètres des côtes de Valence, dans la péninsule Ibérique. Elle est également relativement proche des côtes algériennes (254 kilomètres). L'archipel des Pityuses comprend l'île d'Ibiza et celle de Formentera, ensemble géographiquement homogène couvrant une superficie globale de 623 km2. Il comporte de nombreux îlots, tels que celui de Tagomago, d'Es Vedrá d'Es Vedranell ou encore, de Castaví, à titre d'exemples.
Avec la grande île Majorque, au relief varié, comportant le Pla central derrière une chaîne montagneuse, la Tramuntana, avec Minorque et avec sa voisine Formentera, la plus occidentale de l'archipel, elle forme la province espagnole des Baléares s'étendant sur 5 014 km2. Les Baléares constituent la plus petite en superficie des dix-sept communautés autonomes (régions) espagnoles instituées en 1978. Le gouvernement de la communauté autonome, nommé Generalitat, siège à Palma. Doté d'un statut autonome depuis 1983, il s'occupe principalement de l'éducation, de la culture et des affaires sociales.

### Relief et sols

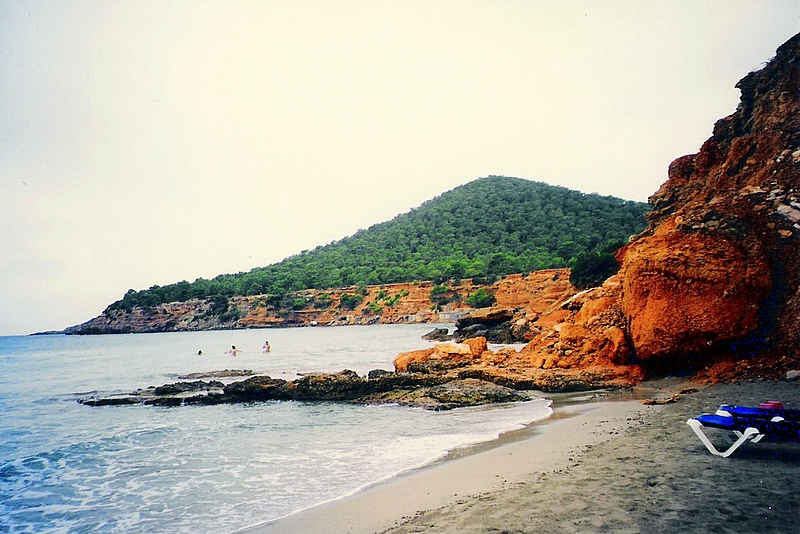
Sommet du Jondal.

L'altitude maximale d'Ibiza se place au sommet de la Sa Talaiassa (ou plus communément Sa Talaia), qui culmine à 475 mètres dans la Serra de Cala Molí à quelques kilomètres de Sant Josep, chef-lieu de commune. L'île vue de l'espace satellitaire apparaît bosselée : elle possède un relief de collines et de hauts plateaux, désigné par le terme catalan de serra (chaine en français), car elle présente l'aspect de mont allongé ou de barrière visuelle à l'observateur depuis les plages ou les étendues maritimes. Les plateaux de la Serra dels Mussols et la Serra Grossa au centre n'atteignent respectivement que 347 mètres au Es Forn Nou et 398 mètres au Puig Gros. La Serra de la Mala Costa, au nord-est, ne culmine qu'à 410 mètres à la Sa Torreta. Les terrains, essentiellement à base de roches calcaires, notamment du Crétacé ou du Jurassique sur les hauteurs, parfois préservées dans des reliefs karstiques caractéristiques, et de roches marneuses du trias, souvent étage du Keuper, ont été profondément transformés par des pluies diluviennes et des atterrissements torrentiels des sols préhistoriques avant les diverses pratiques agricoles, pastorales, sylvicoles des temps antiques, médiévales et modernes.
Ses rivages sont très contrastés, avec des plages de sable et des criques, des côtes escarpées et des zones lagunaires.

### Formation géologique

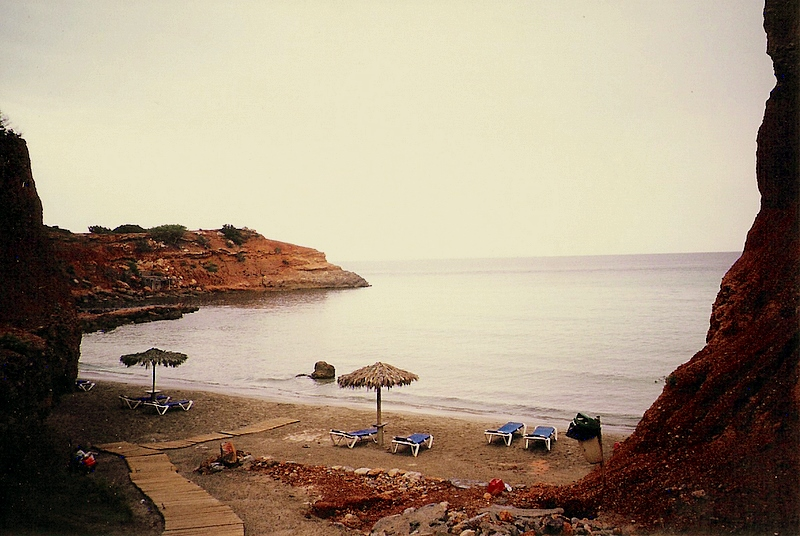
Petite calanque et sa plage, Sa Caleta.

Les îles Pityuses et Gymésies, formant les Baléares, à l'instar de la Corse et la Sardaigne, sont le résultat d'un détachement il y a trente millions d'années d'une grosse lamelle disloquée au sud de la plaque ibérique d'origine hercynienne.
Cette lamelle dont la plus large part contenait au nord-est les terrains-supports de la Corse et la Sardaigne s'est rapidement fragmentée. Les morceaux ont continué leur dérive. Toutefois, la partie méridionale support des îles Pityuses et Gymésies n'a connu qu'une translation et une rotation de très faible amplitude, arrêtée précocement, mise à part la micro-plaque de Minorque, au contraire de la Corse et de la Sardaigne, terrains géologiques soumis également à une puissante rotation anti-horaire. La différence de migration des morceaux méridionaux et septentrionaux s'explique autant par la formation du bassin provençal, c'est-à-dire du golfe du Lion que par la différence de compression due à la plaque africaine.

### Climat

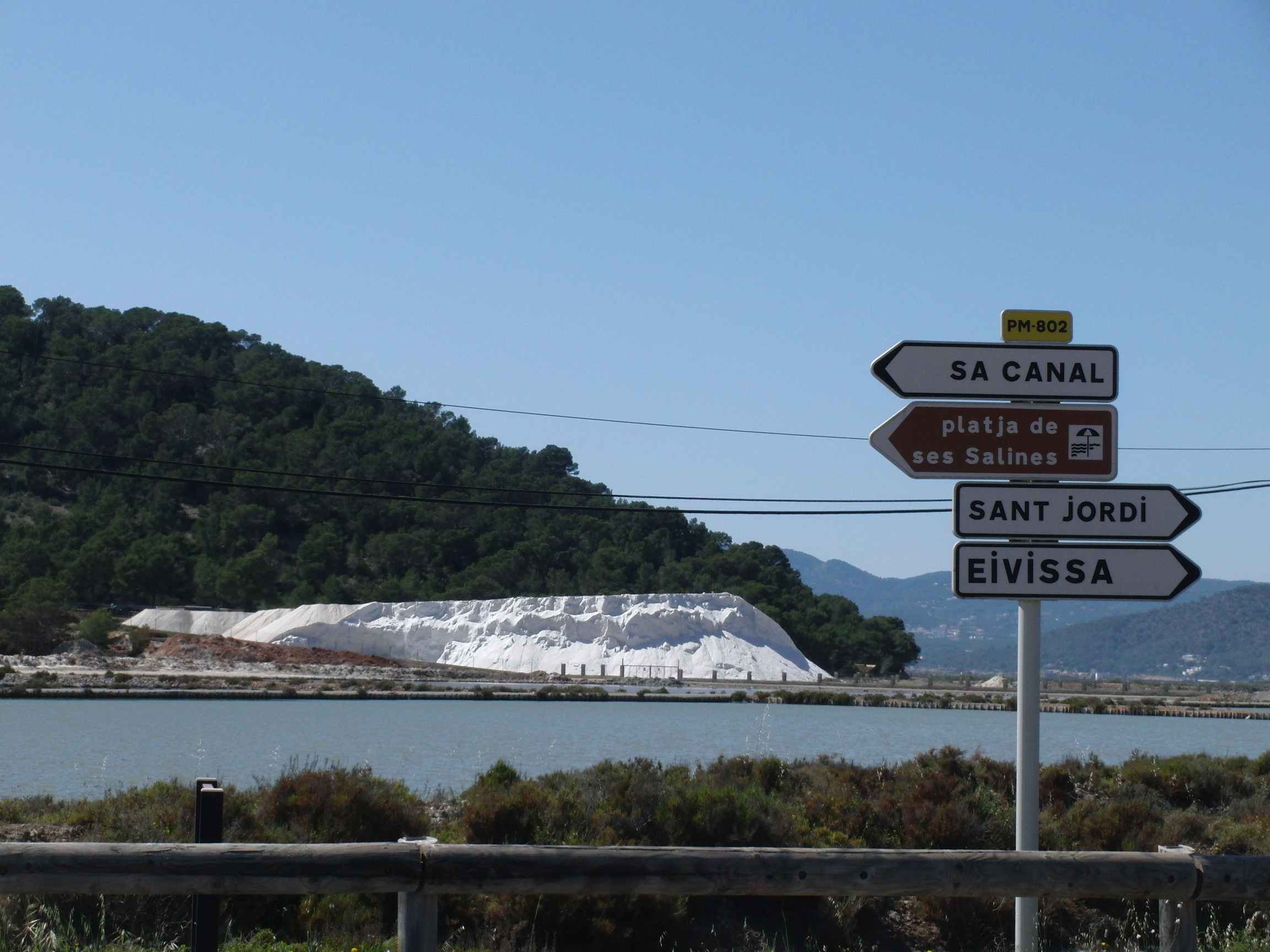
Sel récolté des salins.

Ibiza est caractérisée par un climat méditerranéen doux, sec et très ensoleillé. Les îles Pityuses sont baignées par le courant marin côtier, dit « de Catalogne ». Chaudes et sursalées, ses eaux de plus en plus denses circulent du golfe du Lion à la mer d'Alboran, baignant d'abord les côtes du Languedoc, puis de la Catalogne et de l'Andalousie jusqu'à Gibraltar.
En de nombreux endroits, les précipitations sont inférieures à 500 mm d'eau par an. Aux abords des rivages, la température moyenne se maintient à 22 °C pendant la bonne saison. La température moyenne des journées de juillet est comprise entre 20 °C et 30 °C. Les moyennes mensuelles oscillent en général entre 14 °C et 10 °C en hiver. La température moyenne des journées de janvier est comprise entre 15 °C et 8 °C, avec 7 jours de pluie. Les nuits et les matinées hivernales peuvent se révéler froides voire désagréables (forte humidité par évaporation de la mer, vents marins violents, fraîcheur persistante dans les vallées ou les hauteurs).
Le climat est plus sensible aux influences africaines du fait des vents chauds dominants venus du sud, assez forts et dominants pour faire tourner, autrefois, les ailes des moulins à vent. Ces vents africains expliquent en particulier la sécheresse de l'air.
| Mois                                  | jan.      | fév.      | mars      | avril     | mai      | juin      | jui.      | août    | sep.      | oct.     | nov.      | déc.      | année     |
| ------------------------------------- | --------- | --------- | --------- | --------- | -------- | --------- | --------- | ------- | --------- | -------- | --------- | --------- | --------- |
| Température minimale moyenne (°C)     | 8,1       | 8,3       | 9,6       | 11,4      | 14,6     | 18,4      | 21,4      | 22,2    | 19,9      | 16,5     | 12,3      | 9,5       | 14,3      |
| Température moyenne (°C)              | 11,9      | 12,1      | 13,7      | 15,6      | 18,6     | 22,6      | 25,6      | 26,3    | 23,8      | 20,2     | 15,9      | 13,1      | 18,3      |
| Température maximale moyenne (°C)     | 15,7      | 15,9      | 17,7      | 19,7      | 22,7     | 26,8      | 29,7      | 30,3    | 27,7      | 24       | 19,6      | 16,7      | 22,2      |
| Record de froid (°C) date du record   | −1,2 2005 | −3 1956   | 0,8 1965  | 3,4 1986  | 6,8 1960 | 10 1984   | 14 1978   | 11 1969 | 11,4 1972 | 6,3 1956 | 1 1965    | −0,4 1962 | −3 1956   |
| Record de chaleur (°C) date du record | 24,7 2021 | 23,5 2000 | 26,5 2001 | 27,8 1992 | 31 2015  | 36,5 2003 | 36,6 2000 | 37 2018 | 38,4 2016 | 32 2014  | 28,4 2013 | 23,8 2010 | 38,4 2016 |
| Nombre de jours avec gel              | 0,1       | 0         | 0         | 0         | 0        | 0         | 0         | 0       | 0         | 0        | 0         | 0         | 0,1       |
| Ensoleillement (h)                    | 162       | 166       | 211       | 246       | 272      | 299       | 334       | 305     | 236       | 205      | 157       | 151       | 2 744     |
| Précipitations (mm)                   | 37        | 36        | 27        | 31        | 27       | 11        | 5         | 18      | 57        | 58       | 53        | 52        | 413       |
| Nombre de jours avec précipitations   | 4,9       | 5         | 3,3       | 4,1       | 3,2      | 1,4       | 0,5       | 1,5     | 4,2       | 5,6      | 5,6       | 5,4       | 44,7      |
| Humidité relative (%)                 | 75        | 73        | 72        | 70        | 70       | 67        | 67        | 69      | 71        | 73       | 73        | 74        | 71        |
| Nombre de jours avec neige            | 0,1       | 0         | 0         | 0         | 0        | 0         | 0         | 0       | 0         | 0        | 0         | 0         | 0,2       |
| Nombre de jours d'orage               | 1         | 0,6       | 0,7       | 1         | 0,8      | 0,9       | 0,5       | 1,5     | 3,1       | 2,9      | 1,6       | 0,8       | 14,8      |
| Nombre de jours avec brouillard       | 0,7       | 0,8       | 1         | 0,6       | 0,2      | 0,1       | 0,1       | 0       | 0         | 0,2      | 0,1       | 0,3       | 4,5       |

| Diagramme climatique                                  |           |           |            |            |            |           |            |            |          |            |           |
| J                                                     | F         | M         | A          | M          | J          | J         | A          | S          | O        | N          | D         |
| 15,78,137                                             | 15,98,336 | 17,79,627 | 19,711,431 | 22,714,627 | 26,818,411 | 29,721,45 | 30,322,218 | 27,719,957 | 2416,558 | 19,612,353 | 16,79,552 |
| Moyennes : • Temp. maxi et mini °C • Précipitation mm |           |           |            |            |            |           |            |            |          |            |           |

## Démographie
La population d'Ibiza croît encore fortement grâce à l'installation définitive de résidents d'origine espagnole ou étrangère, elle compte officiellement en 2010 132 637 habitants. En 2013, 50 401 personnes habitent sa capitale éponyme, troisième ville des Baléares, derrière Palma et Calvià et avant Mahon. Elle était la deuxième ville baléare par la population, dans les années 1990. La densité moyenne dépasse 230 habitants au km², mais cette moyenne cache une très grande diversité de répartition (espace intérieur déprimé ou désolé par l'exode rural, territoires urbain et périurbain hyper denses, autour de la capitale Ibiza, de Sant Antoni, de Santa Eulalia).
Les démographes estiment que la commune d'Ibiza et ses proches environs urbanisés, à forte densité de population, héberge plus de la moitié de la population permanente de l'île. La population de l'ensemble de la région autonome était quant à elle estimée à 768 000 en 1998.

## Histoire
L'île avec ses baies verdoyantes, ses vallées dont les failles laissent surgir de nombreuses sources, ses collines et monts forestiers est peuplée au Néolithique, par des peuplades d'origines indéterminées, ni indo-européennes ni sémitiques[réf. nécessaire].

### Une préhistoire méconnue
Les Hommes sont présents sous forme de sociétés clairsemées vers 5000 av. J.-C. L'espace est occupé de manière ample et déjà dense à partir de 3000 av. J.-C. par des peuplades d'éleveurs de chèvres, de moutons, de suidés et de bovidés. Ceux-ci sont également des cultivateurs et des artisans habiles, notamment en poterie et jarre[réf. nécessaire].
Vers 2000 av. J.-C., le coulage métallurgique est maîtrisé et les populations adoptent des densités stables et déjà optimales[réf. nécessaire]. Entre 1600 av. J.-C. et 1400 av. J.-C., la civilisation d'éleveurs El Argan, attesté à Alméria, prend le contrôle des îles[réf. nécessaire], maîtrise l'irrigation ; les poteries fines et les faucilles en silex sont communes. Avant 700 av. J.-C., les navigateurs phéniciens entrent en contact avec ces populations déjà unifiées : ces échanges apportent à ces derniers un filage et un tissage plus raffiné, une extension des capacités des poteries et un art chimique du feu mieux maîtrisé, avec l'introduction de la verrerie, le développement de la céramique et de la métallurgie[réf. nécessaire]. Commence alors l'exploitation abusive des chênaies, autant pour cette proto-industrie que pour le bois de chauffe ou de cuisson, sous une forme précoce de charbons de bois pour les divers braseros ou usages techniques.

### Une île sous le contrôle des thalassocraties phéniciennes et puniques
En 654 av. J.-C., les Phéniciens fondèrent un port dans cette île de l'archipel des Baléares, qu'ils nommèrent Ibossim, pour les nécessités du commerce du murex du sel, du marbre et de plomb argentifère qu'ils tirent respectivement des rivages et des collines intérieures, sans oublier l'approvisionnement en victuailles fraîches pour assurer le cabotage maritime qui longe le plus souvent la côte orientale. À la suite du déclin de la métropole phénicienne, réduite par les Assyriens, Ibiza passa sous la dépendance de Carthage, la plus grande colonie phénicienne de la mer Méditerranée qui exerce son autorité sur l'Ibérie méridionale dite phénicienne, à partir d'une capitale marchande nommée Akra Leuké par les Grecs.
Le nom punique ybšm nous est connu par une découverte archéologique de monnaies et gravures datant du IVe siècle av. J.-C. Une interprétation en langue sémitique suggère une île (préfixe caractéristique y), un radical bš qualifiant probablement les habitants, si la terminaison m ou im indique la marque du pluriel. Dans ce modèle simple, les premiers habitants, pas nécessairement phéniciens ou Poeni, peut-être ibères ou peuplades de mer, seraient des būsim ou bosoim.

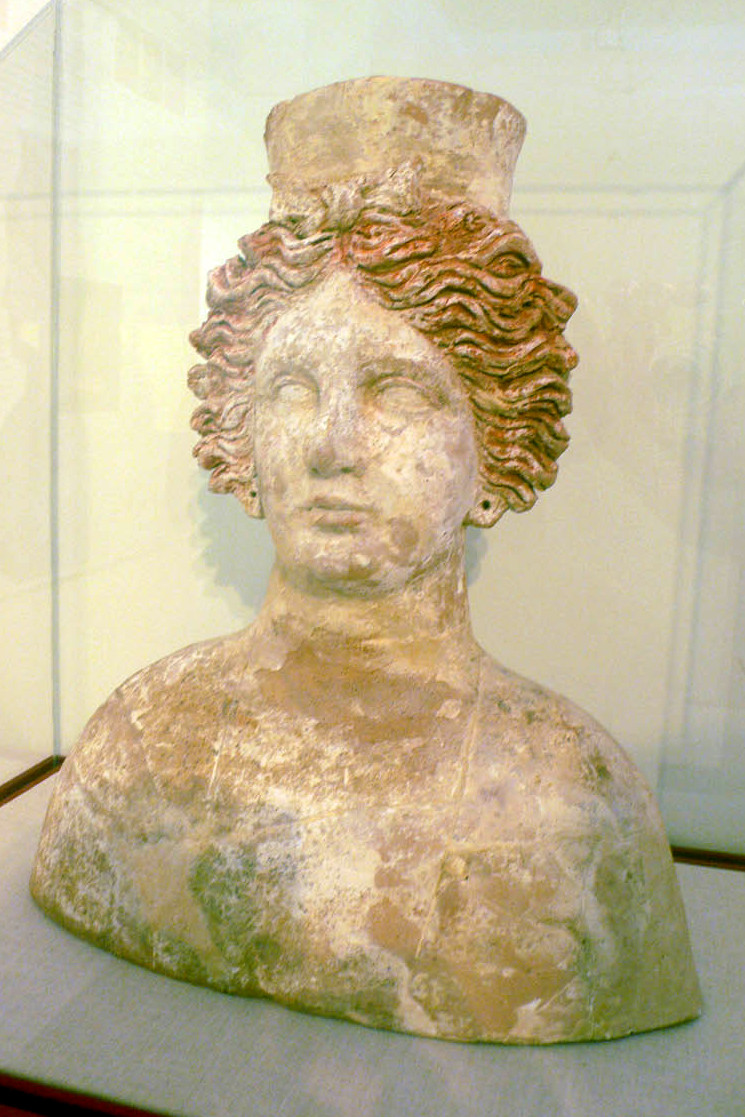
La déesse carthaginoise Tanit.

Des navigateurs grecs fréquentent régulièrement les rivages de l'île, comme le confirme l'historien hellène Timée de Tauroménion, cité par Diodore de Sicile ou l'escale légendaire des navires de Pythéas voguant vers les Cassitérides. S'installent-ils aussi à Ibiza, à la même époque que les Phéniciens ? Une cohabitation est peu probable, connaissant la violence des guerres gréco-puniques qui ravagent la Méditerranée occidentale, et qui ne laisse que des rancunes tenaces. En tous cas, ces grands voyageurs de la Grande-Grèce nommèrent tardivement selon Plutarque Pityûssai ou Pityoussa - littéralement : « couvertes de pins » ou îles aux pins - les îles du sud-ouest de l'archipel, Ibiza, Formentera et leurs îlots proches.

### De l'imperium romain à sa disparition
Le nom de l'île, adopté au masculin par les Romains, deviendra d'après Pline l'Ancien ou Tite-Live Ebusus. Dans l'Empire gréco-romain tardif, selon Strabon, le terme grec est Ebousos. Mais, comme toutes les îles gréco-romaines, le nom sera ensuite féminisé en Ebusa. Cette forme est bien à l'origine des diverses formes connues : catalane Eivissa, castillane Ibiza, arabe yābisa. Une étymologie populaire évoque que, en arabe, yâbisa signifie "la sèche".
Ibiza et Formentera ne sont point accaparées à la suite de la deuxième guerre punique en 123 av. J.-C. par les légions romaines du consul Caecilius Metellus, à l'instar des deux autres îles des Baléares. Placées sous surveillance, elles restent une place forte et un havre punique. Même après la destruction de Carthage, les Pityuses, occupée par l'armée romaine, ne seraient pas colonisées. À part quelques marchands gréco-romains ou orientaux, la composition ethnique correspond longtemps à l'ancien kaléidoscope des peuples sous l'ancienne hégémonie punique.
La marine romaine dès le Ier siècle de notre ère gère à son profit les salines et les plantations de pins sur les rivages aux sols fortement dégradés, après la disparition de la forêt, pillés pour les besoins de la navigation. Avant ces aménagements artificiels qui verdissent les abords et parfois les pentes intérieures, Ibiza et Formentera dévoilent surtout leurs escarpements rocheux et leurs terres argileuses, couvrant une large gamme de rouges. Mais avec l'érosion, ces aspects sauvages et colorés, appréciés par les peintres nordiques, réapparaissent facilement.

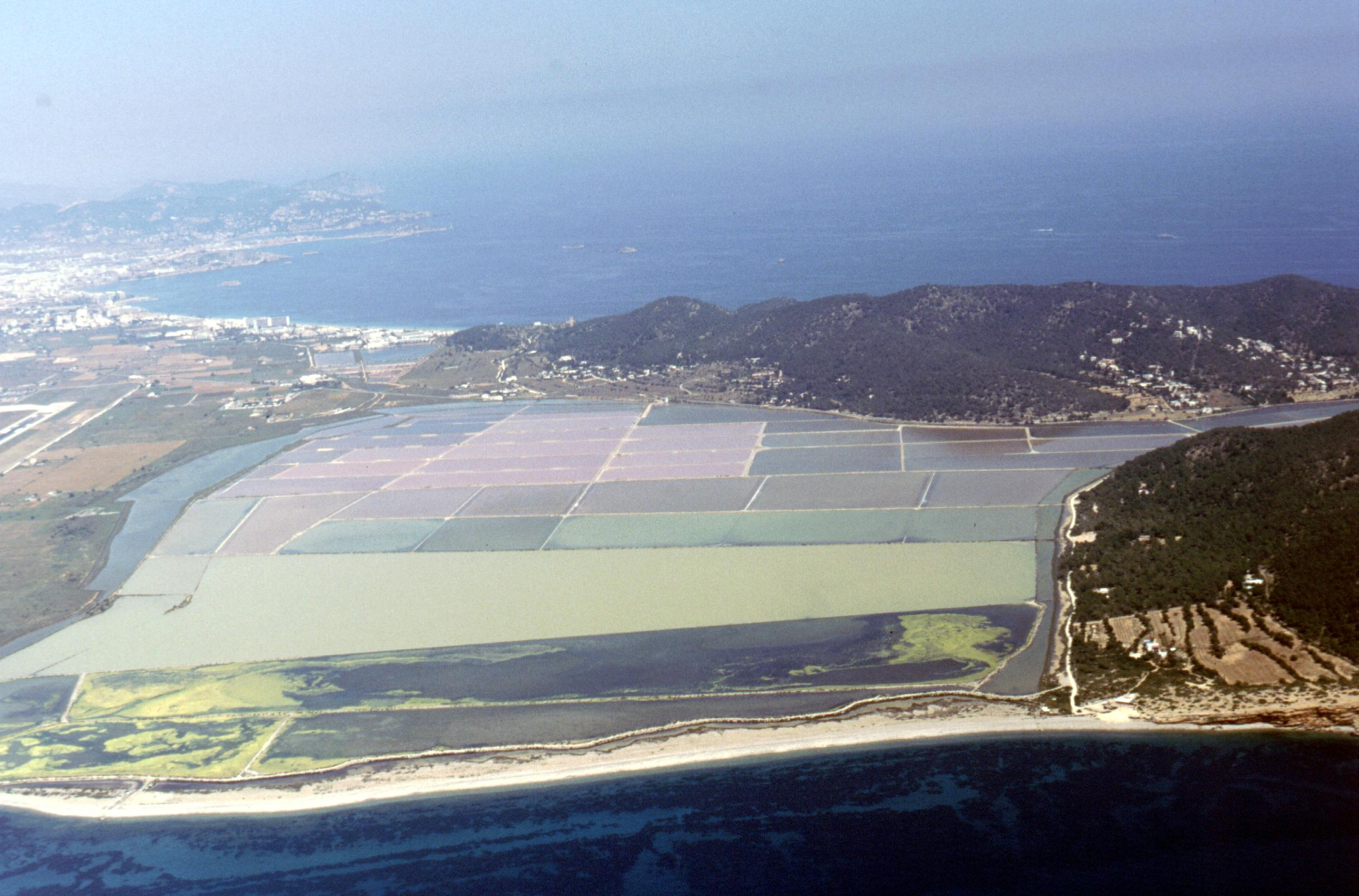
Les salins d'Ibiza

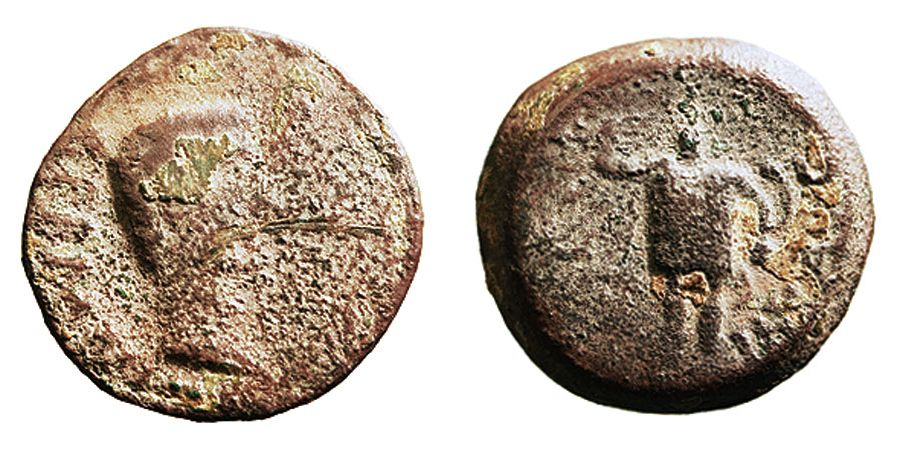
Monnaies romaines

Les cultures dont s'occupent les quelques grands domaines de l'île sont principalement les bleds, les vignes et les oliveraies. Ainsi sont construits des moulins à huile perfectionnés avec une grande meule, appelé plus tard localement trull. La christianisation de l'île est effectuée au IVe siècle. Elle s'appuie sur l'évêché de Tarragone qui a pris en charge l'évangélisation et la surveillance des populations de l'antique province de Tarraconaise.
La domination de la marine romaine s'évanouit avec l'arrivée de militaires ou barbares, les Vandales d'abord venus des ports andalous en 421 avec l'aide initiale de marins ibériques. Leur période de domination ne change aucunement la structure d'exploitation latifundiaire, de même qu'elle n'entrave pas les relations maritimes de l'île, étendues et importantes de la Bétique à la Corse, la Sardaigne et à la Tunisie. Mieux elle met fin aux monopoles institués par la flotte romaine et libère les échanges et les mouvements de populations. En particulier, des Vandales s'y installent avec leurs alliés berbères. Mais l'essor est court, Les derniers Vandales d'Andalousie doivent se soumettre au puissant roi des Wisigoths qui réoriente commerce et trafic au bénéfice de la côte proche et la cité de Tarragone, centre conservateur chrétien. Les Vandales des îles commencent alors à jouer un double jeu, amenant des formes de piraterie captatrice de richesse, en particulier au profit de l'île d'Ibiza ou s'engageant au service d'autres royaumes germaniques.
Les mercenaires de la flotte byzantine sous les ordres de Bélisaire conquièrent en 553 au nom de Justinien ces foyers de piraterie que sont, selon eux, Pityuses et Baléares, dans un déchaînement de violence inouï malgré une faible résistance. En mettant en avant les valeurs de justice de la société byzantine, ils auraient disposé d'une adhésion des populations partout chrétiennes, au lieu de les assimiler à la minorité hérétique arienne. Malheureusement, l'épidémie de peste lépreuse, contemporaine de leur installation, en fit des étrangers cruels aux pouvoirs maléfiques.

### La principale île al-andalous occidentale: quatre siècles de domination musulmane
À la suite de ses dévastations, les îles sont placées sous gouvernance militaire : elles sont facilement envahies par des groupes de pirates berbères, puis des bandes musulmanes de 730 à la fin du VIIIe siècle. Le calife de Cordoue décide de restaurer l'ordre et, après avoir équipé son port de Cordoue, fait armer 300 navires pour d'abord pacifier la Méditerranée occidentale, puis en contrôler les routes maritimes et les flux commerciaux, militaires, migratoires et pèlerins. Les populations des îles proches de la péninsule sont placées en 848 sous l'égide de la dynastie andalouse arabo-berbèro-persane, dite des Omeyyades du califat de Cordoue. Ce pouvoir est tolérant sur les plans religieux et politique, et surtout ouvert sur l'héritage des savoirs antiques et les innovations techniques. Les îles Baléares (dont les Pityuses) sont désormais nommées à la façon berbère îles al-andalus. Leur capitale mauresque dépassant 25 000 habitants à la fin du Xe siècle[réf. nécessaire] se nomme Medina mayurqa (Palma).

L'île d'Ibiza soumise précocement, vers 840, devient ainsi à partir du Xe siècle un foyer de civilisation[réf. nécessaire]. Outre d'exceptionnelles productions de céramiques et les premières installations de moulins à vent pour moudre les céréales, les populations laissèrent une extension des cultures irriguées et de terrasses de petits champs plantés d'arbres, espaces labourés réservées in fine à des cultures sèches, protégés par une arboriculture raffinée, continuatrice du meilleur art du jardin gréco-romain, étendirent la culture de l'amandier et du caroubier sur les versants des vallées abritées. Il en reste quelques belles traces architecturales encore visibles aujourd'hui, parfois sous ou au sein même des bâtiments. L'île d'Ebusa était désignée par les Arabes sous la forme dérivée Yebisa quand la ville connue aujourd'hui comme Ibiza/Eivissa était désignée par les arabophones comme Madina Iabisa. En arabe dialectal, yebisah ou yābisa signifie « la sèche » ou « la blanchie de soleil ». Cette interprétation peut s'appliquer à quelques constructions, tours et phares de surveillance dont les fondements sont très anciens, mais nullement à l'île qui paraît verte par ses arbres et rougeâtre par sa terre érodée ou ses roches.

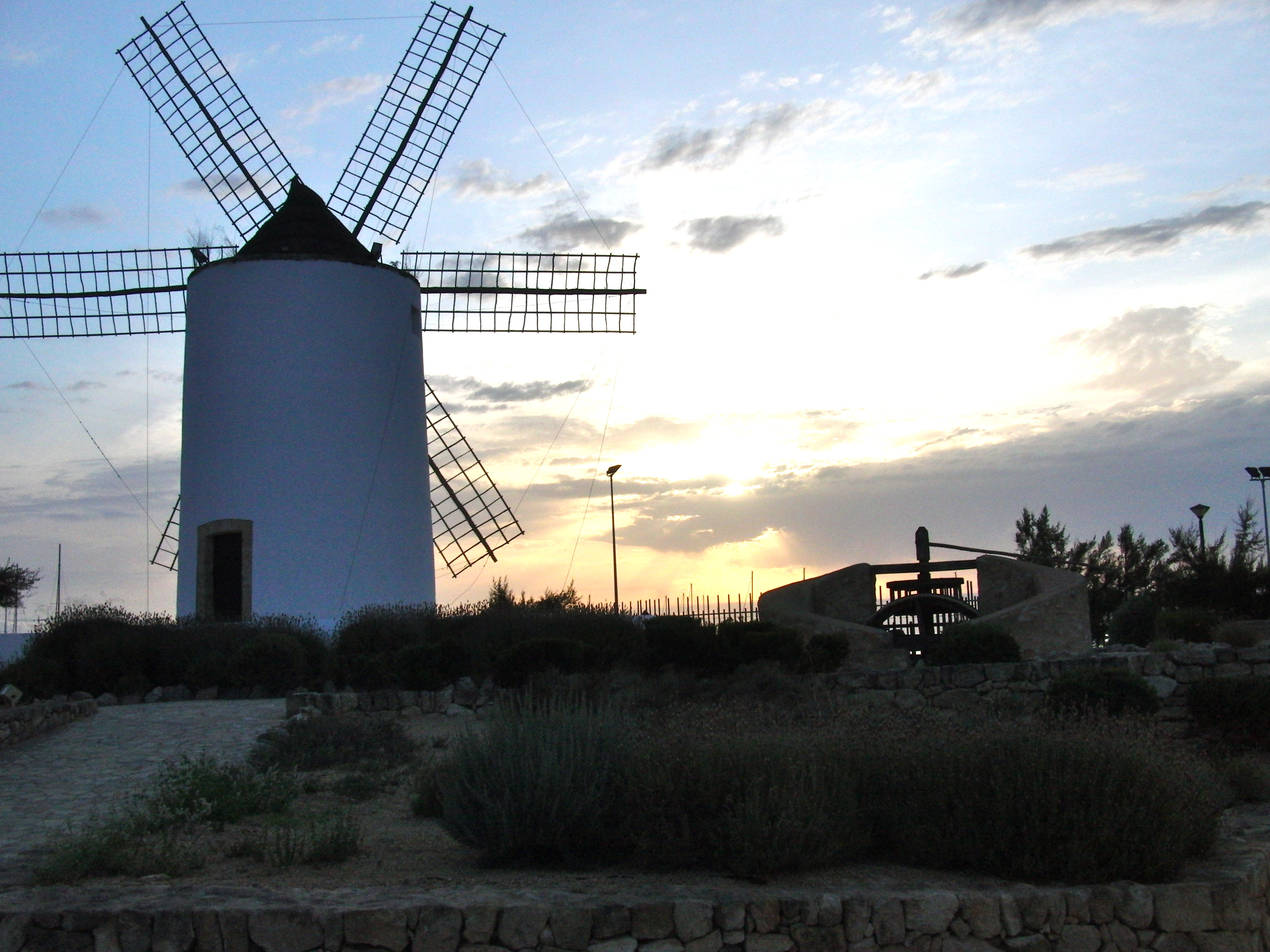
Moulin à vent rénové, à la pointe du Moulin

Plusieurs siècles de domination musulmane sur des minorités chrétiennes paysannes virent les Baléares dépendre de pouvoirs locaux, rassemblés ensuite sous le califat de Cordoue, puis après la décomposition politique de la tête de ce dernier, dépendre de la taïfa de Dénia en 1031, enfin tenter de s'émanciper sous un statut d'émirat indépendant lorsque la secte berbère des Almoravides, intolérants et extrémistes, génère en Espagne une grande régression sociale, économique, source de chaos, de décadence et de mise en esclavage généralisée.
Mochehib ibn-Yusuf, maître de la taïfa de Denia dès 1031, se tourne vers les richesses maritimes, il exige avec patience des tributs des gouverneurs ou walis à velléités expansionnistes des îles al-andalous pour reconstruire une flotte protectrice commune. Une fois en possession de bons navires, de marins expérimentés et d'hommes de guerre dévoués à sa personne, il se lance en 1035 dans une entreprise de conquête outre-mer, en commençant par une reconquête violente et guerrière des îles al-andalous dont il élimine sans vergogne la noblesse locale, celle issue des responsables à l'origine de l'apogée pacifique et technique des îles. Il y place comme wali un de ses fidèles serviteurs, Al-Murtaba ben Aglab, esprit religieux intransigeant et austère, qui taxe lourdement les sujets survivants alors que le souverain poursuit en 1036 sa route vers la Sardaigne et la Corse. Mais la guerre entreprise au loin tourne au désastre en Corse, et les Sardes un temps soumis génèrent en réaction une résistance insoupçonnée qui rend un maintien d'hégémonie sur l'ensemble de la Sardaigne aléatoire. Mochehib, épris d'une captive chrétienne, négocie et repart vivre dans le luxe à la cour de Dénia. Il s'efforce de contrôler la voie maritime qui passe par les îles al-andalous : pèlerinages vers Jérusalem ou La Mecque, trafic d'esclaves, commerce et échanges de matériaux (bois, plomb, argent, ivoire), de matières précieuses (or, ivoire, soie), de denrées de base (sel) ou de luxe (épices) y compris avec les chrétiens du comté de Barcelone. Lui et son fils héritier, Ali ben Mochehib instituent en guise d'acte de tolérance diplomatique le comte de Barcelone en protecteur des chrétiens des îles al-andalous. Mais Ali, assez tolérant vis-à-vis des Chrétiens, affublé d'un surnom péjoratif hérité de sa mère chrétienne, est renversé en 1076 par Al-Muqtadir, roi de Saragosse qui fait piller Dénia par ses mercenaires chrétiens.
Mubasir al-Murtaba, le nouveau wali, est resté indifférent à la chute de son maître : il gère désormais pour son propre compte les îles autonomes, il y frappe monnaie à ses armes de 1077 à 1093. Le quasi-refus de payer tribut est lourd de menaces pour les îles al-andalous, dont les ressources s'épuisent à conserver une activité maritime intense tout en voyant se perpétuer une domination sociale inique, au profit du grand palais de Medina Mayurqa et de ses courtisans.

### Une minuscule marge îlienne de la Chrétienté: Conquista et Reconquista
Ce n'est pas un hasard si Ibiza, Formentera et Minorque, ainsi que les rivages de Majorque, déjà mis à sac et colonisés par quelques tribus berbères servant les intérêts des maîtres, sont envahies sans résistance par le roi chrétien norvégien Sigurd Ier de Norvège dit le Croisé de 1108 à Formentera et Ibiza au printemps 1110 à Minorque sur le chemin de sa croisade vers Jérusalem, après qu'il eut libéré Sintra, Lisbonne et Alcácer do Sal. Lui et ses hommes bien disciplinés pillent avec méticulosité les villages et les villes arabo-musulmanes. Au terme de cette curée, Sigurdr écrit pour remettre ses conquêtes sous domination chrétienne. Mais après le départ des Croisés nordiques, libérateurs sans le vouloir d'un joug oppressant, les îles, acceptant plutôt concorde et paix avec les Chrétiens que soumission, souhaitent s'émanciper[réf. nécessaire].
Les intérêts italiens se manifestent, en particulier de la cité de Pise qui lorgne sur les deux archipels d'Al-Andalus à vocation maritime, situés entre Espagne et Afrique. Pise souhaite y fonder un centre pour ses affaires commerciales et une base pour leur marine, officielle ou corsaire, pour mieux rivaliser avec Gênes. Parfaitement avisés par leurs correspondants, les Pisans forcent l'alliance du comte de Barcelone, le timoré Ramon Berenguer III avec l'aide du pape Pascal II. La campagne maritime échoue, à la grande surprise des envahisseurs, en 1113. En 1114, les forces conjointes pisanes et catalanes dévastent avec férocité les Pityuses, laissant une terre brulée[réf. nécessaire]. Les Pisans embarquent biens et otages dans leurs vaisseaux. Les forces coalisées souhaitent pouvoir concentrer leurs derniers, mais aussi vains efforts de conquête, sur le port et centre urbain de Medina Mayurqa.
Ces dévastations guerrières suivis de pillages, exécutés à titre ultime par les Italiens pour supprimer un concurrent commercial assorti d'une menace pirate, ouvrent la voie au pouvoir almoravide, aux mains de berbères religieux, ignorants, violents et autoritaires[réf. nécessaire], qui soumettent l'ensemble des îles en [1115]. Ishaq ibn-Ganiya maintient les îles al-andalous sous une férule intégriste, oriente le commerce vers l'Afrique et sa piraterie brutale vers l'Europe. Protégé par des mercenaires et assuré par des tractations entre les incontournables thalassocraties italiennes (Gênes, Pise, Venise), qui raflent le monopole du commerce avec l'Europe, et les pouvoirs berbères, le wali souverain, au statut de nature presque royale, opprime et asservit son peuple à mesure qu'il accroît sa richesse et son influence. Au point que ses successeurs contrôlent en 1190 un grand nombre de comptoirs de la Méditerranée occidentale. Le seuil est atteint en 1202 lorsque les anciens alliés des walis, les islamistes locaux, détrônent avec cruauté la dynastie repue de luxe : les élites et les serviteurs qui n'ont pas fui le palais à temps sont décapités.
Fruit de guerres civiles atroces qui dévastent la péninsule espagnole sans discontinuer depuis 1143, les Almohades font alors irruption en 1203 sur l'ensemble des îles pour restaurer l'ordre. L'ancienne population musulmane est asservie et misérable, soumise à des lois en principe religieuses, mais bien souvent arbitraires, au seul profit des maîtres, les derniers Chrétiens mis en esclavage ou chassés et les Juifs confinés par des mesures répressives ne jouent plus de rôles significatifs dans une société inégalitaire et clanique.
La reconquête chrétienne efficace fut préparée patiemment et menée par Jacques Ier le Conquérant, roi d'Aragon, qui s'empare de Palma en décembre 1229. Le souverain institue des baux emphytéotiques accessibles à une petite paysannerie colonisatrice, cultivatrice de froment, pour assurer la nourriture de la nouvelle ville chrétienne de Palma et des autres villes catalanes.
Des Croisés, menés par l'entrepreneur de guerre et sacristain de la cathédrale de Gérone, Guillermo de Montgrí (ca), qui revendique le droit de conquête accordé par Jacques Ier, débarquent à Ibiza et organisent sans coup férir la prise de la médina et du castel d'Ibiza en août 1235. Guillermo de Montgrì se fait proclamer gouverneur de l'île et du château par ses soldats mercenaires, administre avec réalisme la terre acquise, sans expulser quiconque et en cherchant à cumuler le maximum de profit. Le sacristain-gouverneur laisse les Maures aux manettes de l'économie agricole, comprenant que faire venir des colons chrétiens, comme l'imposaient les évêques soutenant la conquête, présente un coût exorbitant. Pour payer ses dettes et ses emprunts de guerre, il accapare simplement à son nom la part royale, c'est-à-dire la moitié des terres royales, obligé de laisser l'autre moitié aux deux acolytes, vendeurs du droit de conquête, Don Pedro et Nuño Sançh, venus aussi vite à la curée. Toutefois tous ces agissements suscitent remontrances et contestations du roi Jacques pour sa couronne et, surtout, après 1238, de l'archevêque de Tarragone élu pour son archidiocèse. Alors que le gouverneur s'obstine et accapare avant d'en venir à la négociation inévitable avec les autorités parentales et royales, Don Pedro, affairiste averti, s'empresse de rétrocéder l'essentiel de ses fiefs pillés à la couronne, tout en obtenant l'assurance de poursuivre de juteuses opérations de déplacement de populations maures, esclaves ou non, îliennes ou continentales, à partir de Formentera, dont il conserve une part avec les salines, sans oublier de monopoliser celles d'Ibiza. Nuño Sançh hésite, puis redoutant une sanction, se confesse à l'archevêque en lui donnant tous ses biens fonciers, également déjà lourdement taxés ou pillés par ses soins, pour que le prélat calme le courroux royal. L'archevêque, répondant à la volonté papale, souhaite coloniser l'île : il obtient une bulle du pape, autorisant à lever les interdits sévères frappant les pyromanes, les trafiquants et délinquants vendeurs d'armes aux Maures, les personnes proscrites, accusés d'avoir attenté aux biens et aux membres du clergé, à condition que ces derniers s'installent en personne ou par procuration sur Ibiza. Après 1245, l'inamovible gouverneur constatant la fragilité de l'économie et le retour de la piraterie libère pour un temps de vie les colons des impôts commerciaux, en sel, bois et matériaux de construction, les autorités attirent ainsi des familles bourgeoises chrétiennes, avec leurs serviteurs, qui peuplent aussitôt la ville et assurent le nécessaire financement de l'économie locale, mais cela aussi permet aux nobles gens d'armes installés de faire venir des femmes chrétiennes pour les intendants ou régisseurs, contrôleurs ou contre-maîtres de leur domaine. Les groupes de pêcheurs catalans, toujours associés à un domaine protégé à l'intérieur des terres, exploitent les ressources côtières et maritimes avec leurs bateaux à coques rondes.
Alors que la mise en location de terres était rare au début de la conquête, Formentera, jugée probablement difficile à défendre d'une incursion barbaresque, est « cédée à perpétuité » en 1238 par le gouverneur Montgrì. Cette location régalienne — il s'agit d'y installer des colons à baux emphytéotiques — ne concerne pas la part de Don Pedro (probablement limitée aux salines et au port idoine de La Sabina) et quelques domaines réservés aux hospices et ermitages, soit la part de diverses fondations religieuses sous la protection de l'archevêque et de ses évêques. Et, bien sûr, elle n'exempte pas de la dîme de blé et de viande (c'est-à-dire sur les nourritures essentielles) conservée par le seigneur « selon les coutumes d'Ibiza », en sus des droits dus à l'Église[réf. nécessaire].

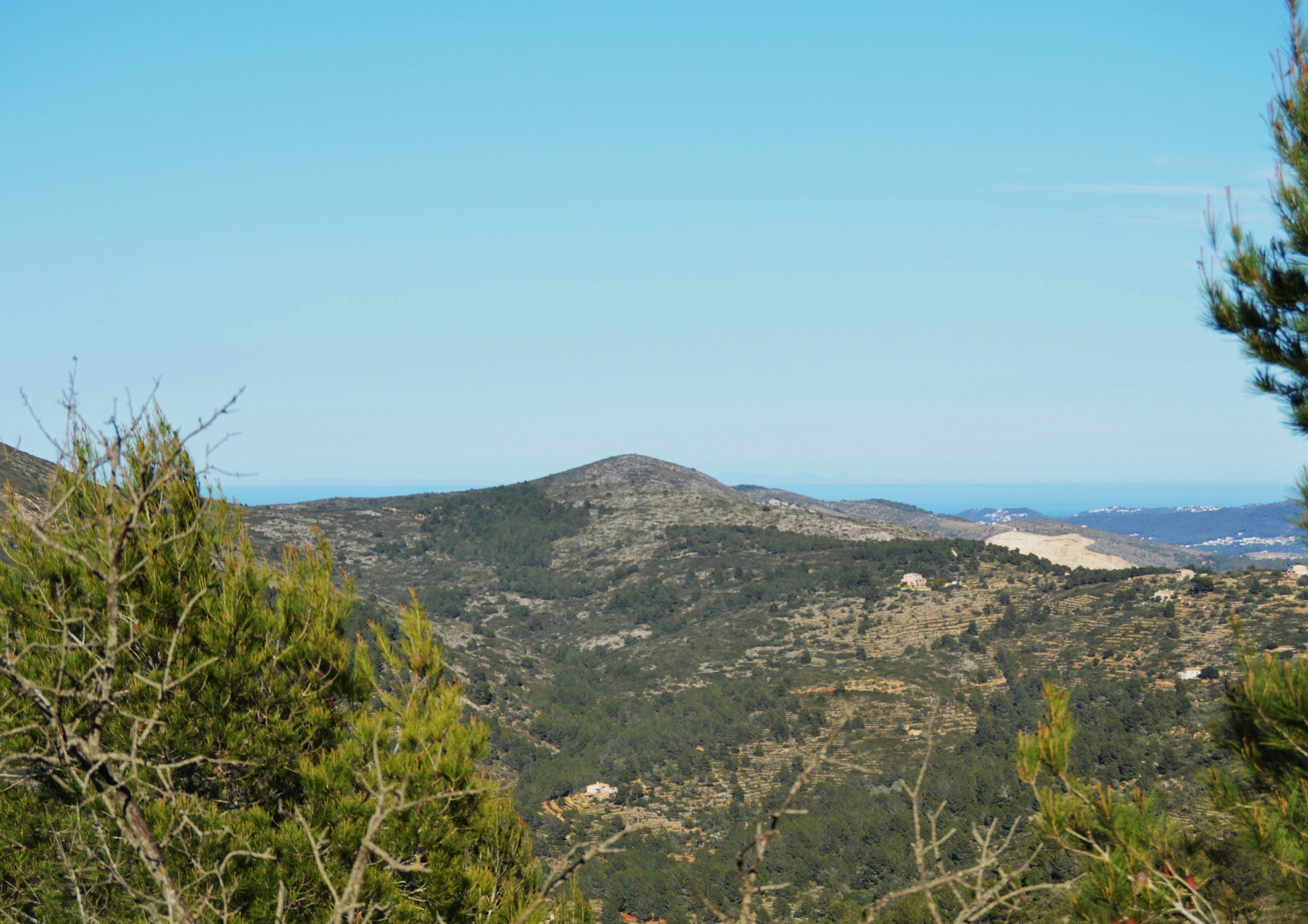
Une île intérieure autrefois agricole et pastorale derrière ses rivages forestiers. Vue du Murtalet

De 1235 à 1276, Ibiza et Formentera sont intégrées d'abord par des intérêts privés (agissant au nom du roi et des investisseurs), puis par les deux pouvoirs, royal et épiscopal, de plus en plus hégémoniques après 1239, dans le cadre de la couronne d'Aragon. Elles quittent ce giron administratif pour intégrer le royaume de Majorque, dont la capitale continentale est Perpignan, et obtiennent un statut mixte, favorable aux libertés religieuses, aux échanges et aux commerces inter-ethniques, y compris les marchés d'esclaves, pendant une décennie de 1276 à 1286. Après une petite décennie de retour à la couronne de 1286 à 1295, Ibiza reprend son statut semi-autonome antérieure. Après 1343, les îles du royaume majorquin sont unies à la couronne d'Aragon et remises définitivement à la province chrétienne tarraconnaise[réf. nécessaire].

### L'île catalane
Ibiza n'est alors qu'une finca des évêques de Tarragone, divisée initialement en quatre paroisses (parroquies) calquées sur les quarterons. Les habitants survivants des épidémies de pestes ravageuses après le milieu du XIVe siècle sont soumis au servage en grands domaines, privés du contrôle des sources et fontaines menant aux rigoles d'irrigation ou regadios. S'ils sont de moins en moins nombreux après épidémies et famines, ils sont néanmoins misérables, réduits à n'être que jardiniers au service des maîtres et petits cultivateurs dans les communaux secs des anciens bans ou quarterons communautaires que de quelques terres en cultures sèches. L'administration royale comprend que les disettes et famines proviennent le plus souvent de l'exportation rapide des récoltes céréalières (dîmes, productions domaniales) par voie maritime et sont en conséquence une conséquence du marché libre des maîtres et de la spéculation des autorités religieuses. Elle décide de centraliser le commerce des grains par le contrôle d'un botiguer ou intendant des grains, qui inventorie les récoltes, prend en charge le stockage nécessaire et la redistribution éventuelle des semences et des farines, autorise l'exportation des surplus.
Aussi il est possible que les paysans locaux dépossédés, véritables forces de main d'œuvre incontournables, aient tenté de se réorganiser en de solides communautés, ils ont d'abord cherché à constituer des réserves d'irrigations artificielles, déversées temporairement par un canal vers de petites huertas paysannes libres. Ils sont rejoints par des colons tout aussi misérables, appelés par les nouveaux maîtres. Maîtres et colons parlent alors un dialecte catalan, celui qui sera plus tard déclaré typique des îles Baléares. En saison sèche, les troupeaux de porcs, de moutons et de chèvres, appartenant à l'évêque ou ses chanoines, ou placés sous leurs honorables protections, débarquent pour paître librement dans l'île qui, de loin, semble toujours verte. Le sel exporté par les autorités ecclésiastiques monopolistiques est extrait des salines où les autorités catalanes ont recours à l'esclavage. Après 1350, le commerce esclavagiste prend une extension prodigieuse, le besoin de main d'œuvre après les grandes épidémies pesteuses justifie des rafles de jeunes hommes et de jeunes femmes, de n'importe quelles conditions, grâce à des raids depuis les rivages vers l'intérieur de l'île.

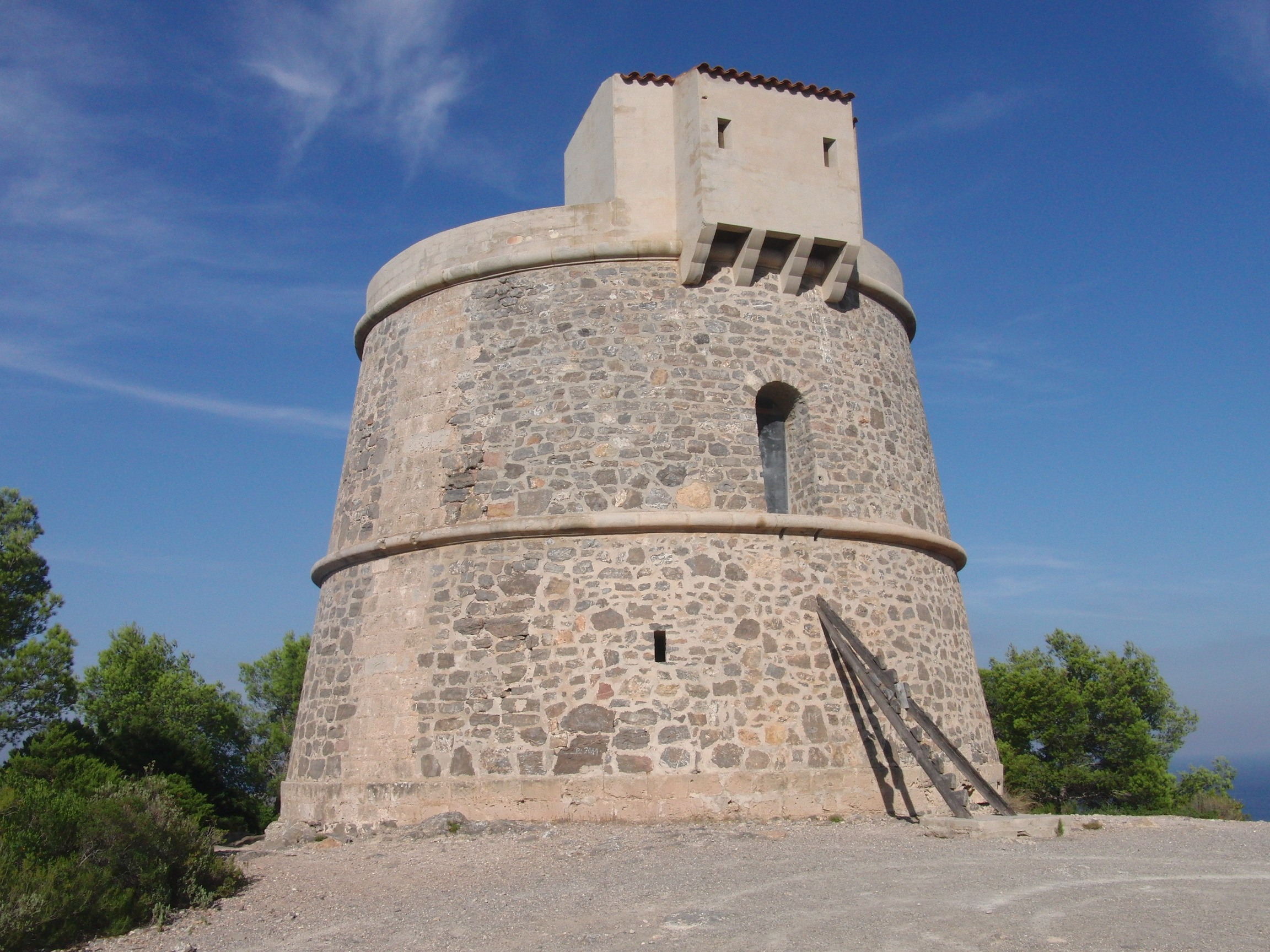
Tour de défense En Valls, Sainte-Eulalie.

Au siècle suivant, alors que Mahón fut quasiment anéantie par les Turcs, la ville d'Ibiza se dota d'une enceinte fortifiée. De nombreuses tours de guet furent construites pour la défense de l’archipel (par exemple la Torre des Carregador du XVIe siècle). Elles ne furent jamais dotées d’artillerie. Militairement, ces tours furent abandonnées vers le XIXe siècle. Elles sont appelées « atalaies » (du catalan atalaia, dérivant de l'arabe atalayi qui signifie « sentinelle »). Elles sont constituées d'un rez-de-chaussée et d'un étage auquel on accède par un escalier en colimaçon. La surveillance des tours était assurée par un ou deux gardiens. Un feu la nuit ou la fumée le jour annonçaient aux villages alentour l’arrivée de pirates.
Les églises furent édifiées sur un type défensif afin de protéger les villageois (bel exemple de l’église de Santa Eulàlia ou celle de Sant Carles). L'habitat est dispersé et souvent éloigné des côtes, marqués toutefois par l'exploitation des marais salants. L'insécurité des côtes est préoccupante dès la fin du XIVe siècle puisque Formentera est laissé aux pirates en 1403, avec une grande partie de sa population paysanne : elle force les autorités locales, de plus en plus craintives, à renforcer une apparente cohésion sociale.
Les autorités catalanes, maîtresses de l'économie, ont fini par reprendre le meilleur de l'héritage andalou du Xe siècle. Le conseil de l'île compte déjà fin XIVe siècle 250 notables, dont des représentants de la noblesse et du clergé, mais aussi de communautés paysannes et de municipes bourgeoises. Parmi cet organe, les jurats sont nommés par le roi pour organiser la justice et la vie politique. Ainsi immiscés dans la vie publique, les représentants paysans affichent apparemment une solidarité organique avec la seigneurie (batles) mais force insensiblement l'institution à instaurer une meilleure représentation politique et sociale au sein des communautés. En accordant des droits d'eaux, en améliorant les codes de justice et laissant une grande tolérance à la littérature d'almanachs dès le XVe siècle, celles-ci favorisent la réapparition de solides communautés paysannes qui pérennisent à la longue l'implantation étatique. Mieux, elles laissent perfectionner les techniques du bois et du métal et généraliser les moulins, notamment les moulins à eau ou moli d'aigua, alimentant les canaux d'irrigation (se regadorê) vers les terrasses irriguées au-dessus des cours d'eau torrentueux, au débit capricieux.
Le déclin politique frappe les Baléares dont font partie les Pityuses, cœur de l'imperium maritime aragonais, à la fin du XVe siècle. L'ancien royaume majorquin déchu et rattaché à la couronne d'Aragon tend à devenir une vache à lait fiscale alors qu'elle est laissée sans investissement puisque les prélèvements seigneuriaux et les principales rentes financières rejoignent la péninsule. Le conservatisme paysan essaie de préserver ses acquis, mais la pars forana, c'est-à-dire les gens extérieurs à l'île, à la fois non présents et non résidents, qui y possèdent par héritage ou possession des droits, perturbe la vie publique. La noblesse est souvent ruinée et obligée de s'engager auprès de protecteurs puissants ou institutions. Si elle ne l'est pas, elle s'exile, à l'instar des riches bourgeois, qui recherchent une vie plus facile dans la péninsule ibérique. Aussi le choc, de plus en plus violent, ne concerne plus que les dirigeants paysans, dénonçant les spéculations sur les céréales, et les citadins privilégiés. Face à cette animosité qui devient parfois lutte civile, le gouverneur Aymerich veut jouer à l'arbitre, multiplie les mesures impopulaires avant d'être détesté par les élites locales, mais ne résorbent aucune des inégalités fiscales et laisse accroître les pénuries et les incuries. Les Dominicains instaurent, pour défendre autant la sainte religion face aux minorités déviantes ou incrédules, que l'intérêt souvent abusif des temporels religieux, le contrôle de la sainte Inquisition, le tribunal torture et juge avec férocité de 1484 à 1512. Ce contrôle social et religieux totalitaire n'entrave nullement le contrôle de l'économie de base et de subsistance par les navigateurs et commerçants étrangers, l'augmentation des actions dévastatrices des pirates, la croissance endémique de la pauvreté, les disettes et la famine. En 1490, la peste s'allie à la famine pour dévaster les îles : les esclaves des salines agonisent et les paysans se terrent dans leurs demeures, les puissants sont en pleine santé.
La Germania guerra de Majorque a laissé après le retour à l'ordre en 1523 des traces sur les autres îles. Les crimes de sang et les vendettas paysannes ravagent l'île d'Ibiza et expliquent l'affaiblissement général de la densité de population. Les partis paysans patiemment, tout en réglant leurs comptes entre eux, éliminent leurs ennemis d'hier. Partout, les anciens habitants ont conscience d'un processus de colonisation rampant, et les jurats autrefois honorés constatent bien « moins de respect envers Dieu et Sa Majesté ».

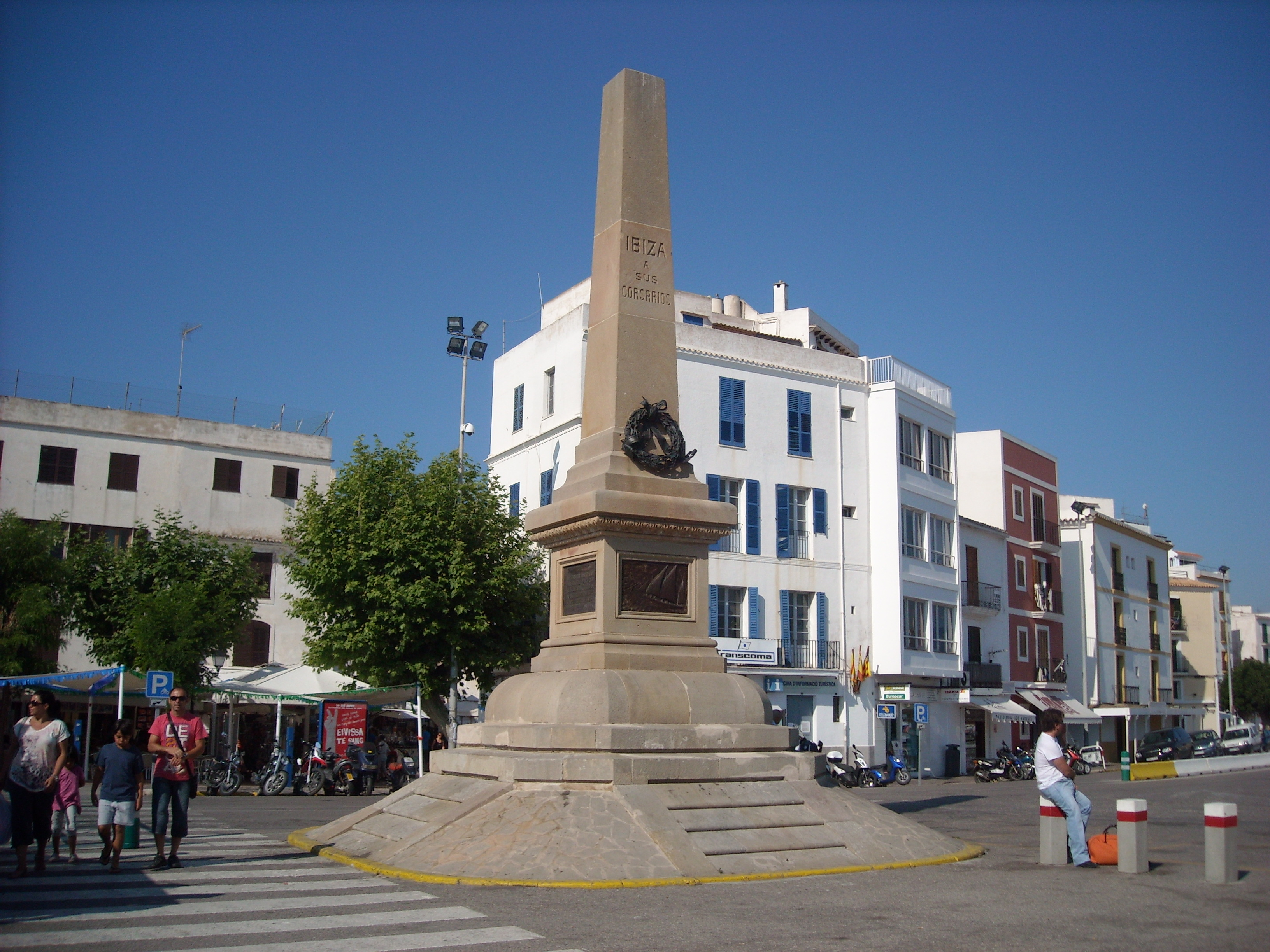
Monument dédié aux corsaires.

Le colossal déclin de la marine marchande est toutefois compensé par les débouchés de la marine de guerre à partir du règne de Charles Quint. L'insécurité des rivages non protégés est parfois totale ; les troupes de mercenaires débarqués pénètrent parfois à l'intérieur des terres pour accaparer les dernières richesses paysannes. Les marins d'Ibiza, les plus entreprenants, comme les ancêtres de la famille Riquer, fondent des compagnies de corsaires. Elles s'illustrent avec leurs petites frégates dans le transport de troupes et dans les expéditions navales du royaume face à la marine ottomane, comme la bataille de Lépante.

### L'emprise définitive de la couronne d'Espagne
Les pénuries de céréales sont endémiques, avec le retour de saisons parfois pourries et d'hiver neigeux au XVIIe siècle. Le paiement des dîmes ne permet pas de faire la soudure alors que les eaux du rio de sainte Eulalie coulent à flots. En 1674, une grande famine affaiblit durablement la moitié de la population d'Ibiza et semble en éliminer un cinquième. La lente reprise démographique qui s'ensuit permet une modernisation des cultures et des installations agro-pastorales.
Victorieuse à l'issue de la guerre de Succession d'Espagne entérinée par le traité d'Utrecht, la dynastie des Bourbons s'impose à l'Espagne. La Grande-Bretagne obtient le 13 juillet 1713 deux bastions maritimes, Gibraltar et Minorque. Les Baléares (y compris les Pityuses), souffrant de troubles endémiques à la fin du XVIIe siècle, s'étaient ralliées durant les prémices du conflit de succession à l'archiduc Charles III d'Autriche, chef de la dynastie Habsbourg. Après la capitulation générale de la péninsule en juillet 1715, Philippe V, au nom de la Couronne d'Espagne, s'empare de Majorque et d'Ibiza, derniers bastions de la résistance carliste. L'occupation militaire en 1716 amène l'abolition des statuts et privilèges traditionnellement octroyés, les plus anciens remontant au temps de la reconquête de Jacques Ier. La fonction de jurat, désignée au sein d'un conseil, disparaît avec les magistrats localement élus, pour laisser place au tribunal des représentants royaux, constituant une noblesse de robe.

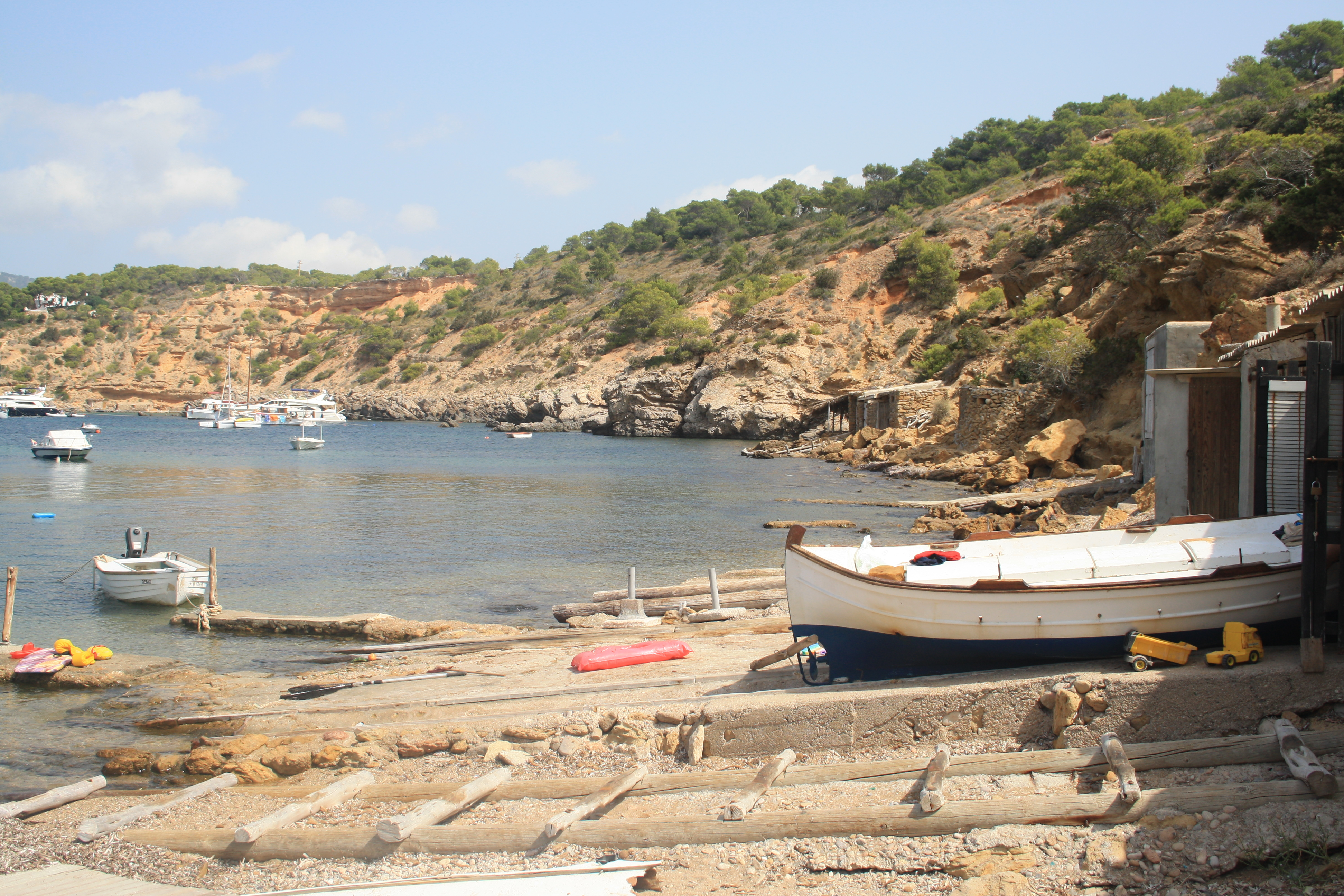
Un lointain héritage maritime.

Les fonctionnaires d'état, nobles castillans locuteurs ou promoteurs de la langue castillane, régissent l'île au XVIIIe siècle et imposent un bilinguisme étatique au cours du siècle suivant, avec un mépris souvent affiché des mœurs campesinas et une tolérance de plus en plus réduite, faute d'imposer un castillan universel. La résistance du dialecte catalan d'Ibiza et de ses variantes locales explique aussi la multitude surprenante des appellations toponymiques, au-delà du dualisme officiel catalan/castillan. En français, Ibiza était nommée jusqu'au milieu du XIXe siècle Ivice sur nombre de cartes d'alors. Le déclin de l'activité maritime est patent au début du XVIIIe siècle. Toutefois, un sursaut maritime catalan est observable au début du XVIIIe siècle et se maintient avec l'apogée de la marine à voile jusqu'au-delà de 1880, au temps des derniers grands voiliers. L'héroïque capitaine corsaire Antonio Riquer actif au début du XIXe siècle témoigne de ce flamboiement maritime. La liberté de commerce avec les dernières contrées espagnoles d'Amérique (îles de Cuba et Saint-Domingue, Porto Rico) et d'Asie (archipel des Philippines) profite à l'économie des rivages de la Catalogne, mais aussi des Baléares. Ibiza, île pépinière de marins chevronnés et novices, fournit une part des cordages et toiles à voile. Les Pityuses et surtout la bourgeoisie de la ville d'Ibiza vivent la perte de Cuba et des Philippines entre 1895 et 1898 comme une catastrophe économique et nationale.
Ibiza se caractérise par un monde paysan dominé, encore étroitement associé sur les rivages à la pêche traditionnelle, encadré par une bourgeoisie foncière de moins en moins commerçante et les fondés de pouvoir de la noblesse bien souvent absente. Le monde agraire n'a pas changé notablement dans ses structures sociales depuis le XVe siècle. Les grands domaines, placé à une demi-douzaine de kilomètres du rivage, possèdent en général un modeste port et s'attachent le service de pêcheurs, qui joue aussi le rôle de surveillant des rivages forestiers et maritimes. Le maître financier du domaine est le senyor, les régisseurs ou les différents gardiens sont ses missatges. En relation avec la foule des simples métayers(roter), manouvriers agricoles vivant dans les petites maisons carrés aux toits plats, blanchies à la chaux, des villages tassés autour de la fontaine, ils perçoivent les droits seigneuriaux et commandent travaux et corvées. Majorque possède a contrario une importante garnison et une flotte de guerre active, mais aussi une ville centrale, Palma.

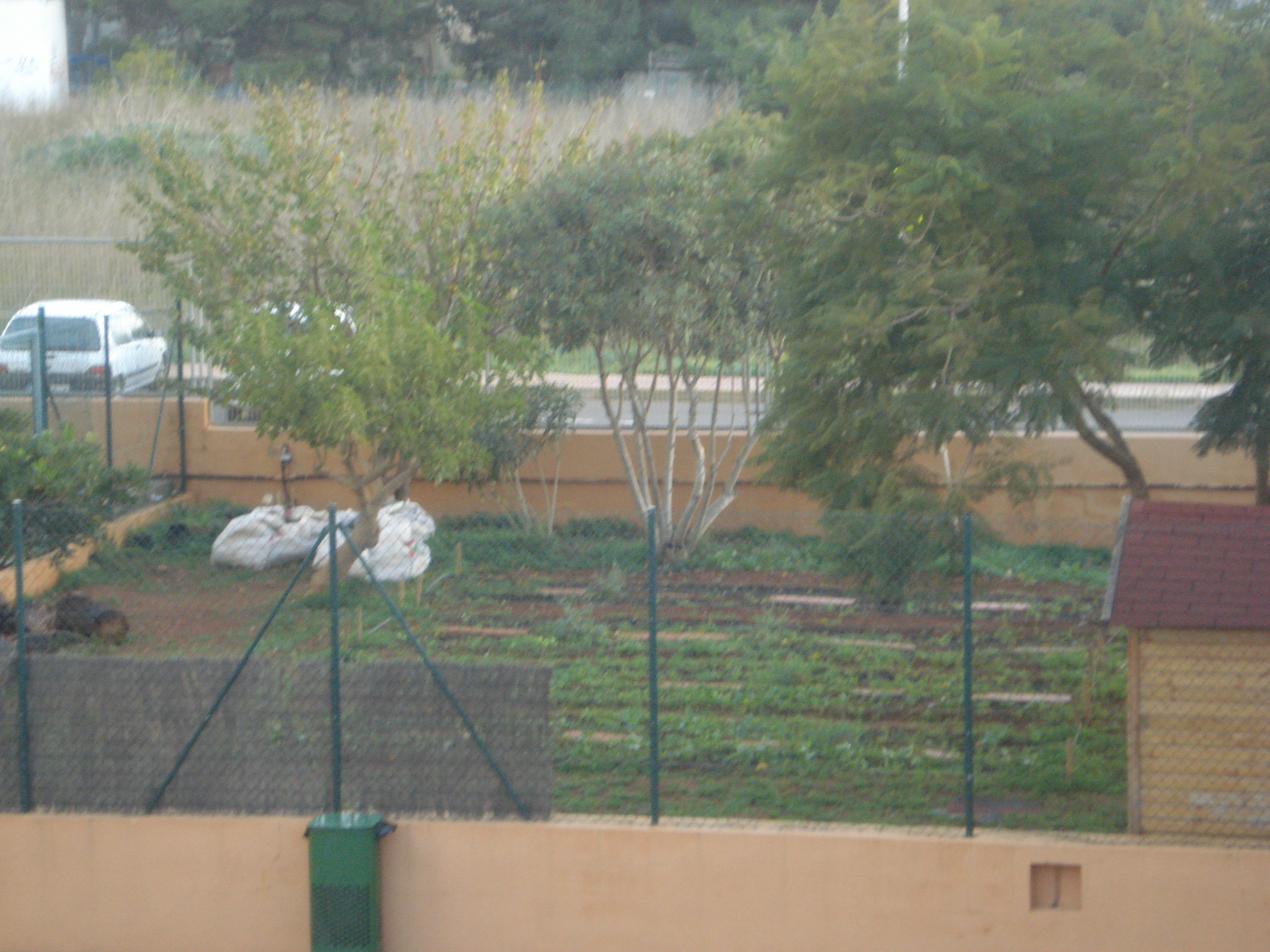
Le jardinage arboricole : un lointain héritage parfois adapté et préservé, Sainte Eulalie.

La population insulaire est alors très pauvre et surpeuplée lorsqu'elle approche des 20 000 habitants. Les cultures méditerranéennes assurent la subsistance, surtout pendant les bonnes années. La préparation des champs et des terrasses est réalisé avec l'araire et la herse, tractées par une mule ou un cheval. Les plus pauvres travaillent encore à la houe leurs maigres parcelles de champs secs, dont l'emploi est incontournable dans les jardins irrigués. L'orge, une céréale exigeante et précoce, est semé en septembre et sa récolte s'effectue généralement fin mai. Les semis d'avoine et de blé d'hiver commencent début novembre. La moisson de blé et avoine s'effectue début juin, à la faucille. Le savoir-faire horticole s'est enrichi d'autres espèces lointaines, grâce au désenclavement maritime du Monde effectif dès le milieu du XVIe siècle. L’hortalya a vu surgir, à côté de l'emplacement approprié des légumes anciens, des cultures en rang ordonnées et parfois prolifiques : pommes de terre, maïs, tomates, poivron, haricots, courges, courgettes, melons, pastèques, fraises. L'orange navel peut compléter l'orange douce acclimatée après le XVe siècle et les antiques oranges amères. La cueillette d'herbes aromatiques et d'absinthes permet de confectionner des eaux de vie réputées. Le chanvre est cultivé, après rouissage, broyage, teillage, peignage, les fibres des tiges permettent de filer, puis de tisser des de la toile à voile et de simples tissus blancs, souvent écrus.
Bien souvent, les familles modestes, bienheureuses si leurs maisons paysannes adossées à la pente abritent quelques chèvres et moutons, doivent s'endetter pour acheter le sel nécessaire à la conservation des salaisons, après la mise à mort du cochon dénommée matanza, à l'instar de la cérémonie d'abattage des thons en Sicile. Il faut mettre à part quelques familles bourgeoises d'origine noble ou commerçante, souvent installées dans la ville d'Ibiza, tout en possédant ou gérant la plus grande part des biens fonciers de l'île, souvent sous forme de « fincas » dont le centre est un lieu de résidence estival. Les cultures vivrières sont parfois insuffisantes et les disettes font des ravages, durant toute l'époque moderne jusque dans les années 1940 où la population avait été oubliée par le gouvernement espagnol franquiste au sortir de la guerre civile.
Le 30 avril 1782, le pape Pie VI institue le diocèse d'Ibiza, suffragant désormais de l'archevêché de Valence. Après le concordat de 1851, il est uni intimement en 1852 à l'évêché de Majorque, par la création du titre conjoint d'évêque de Majorque et d'Ibiza. Ce rattachement étonnant soulève d'amples polémiques, mais il faut attendre l'année 1928 pour assister à la création d'un siège apostolique. Cette titulature met en situation d'autonomie, quoique précaire, l'ancien diocèse, qui n'est totalement reconstitué légalement qu'en 1949 par la grâce de Pie XII.
Les classes dirigeantes, noblesse et bourgeoisie à propriétés foncières, bien souvent absentes, tirent avec avidité de la population paysanne et artisanale le maximum de profits et s'abstiennent d'investir dans l'économie locale. Depuis les années 1820, elle se divise pourtant en deux partis opposés, d'une part les monarchistes, profondément divisés en courants traditionaliste et absolutistes « bourboniens », les libéraux, eux-mêmes en évolution divergente vers des tendances républicaines ou socialisantes au cours du siècle. Vers 1868, au sortir d'une période prospère, la République d'Espagne est proclamée. Attachée à une renaissance maritime, elle lance des projets d'équipements portuaires, qui, faute d'investissements, resteront virtuels ou aussi éphémères que l'Institution. L'Église, apparemment en retrait, ne fait que s'immiscer dans les débats de société : à la Belle Époque, la diversité des représentations politiques apparentes commence à laisser la place à deux entités irréconciliables, le parti des prêtres, prêchant pour les tenants de la propriété foncière, les possédants de biens, les nobles châtelains et les bourgeois rentiers, un parti des Intellectuels autour de multiples penseurs bourgeois démocrates, libéraux encyclopédistes, républicains ou socialistes, qui souhaite créer ou animer d'utopiques mouvements populaires, rassemblant dans une unanimité complice et solidaire, ouvriers et prolétaires laborieux. Divisée sur les notions de modernité et de progrès, autant en spiritualité qu'en valeurs à partager, la vie politique espagnole se retrouve en étroite communion dans la détestation virulente des étrangers, en particulier unanimes sur les proches voisins, qu'ils soient Français, Arabes ou Berbères du Maghreb.
Les familles de paysans dominés, dont les élites prospères se rallient à une petite bourgeoisie envieuse, ne peuvent compter que sur la solidarité communautaire. Abandonnés par ce soutien mutuel, les plus pauvres des paysans et artisans sombrent dans une misère noire. Les plus forts et habiles se louent comme manouvriers des salines des Pityuses pendant les mois d'été. La production d'un sel sec, renommé pour la conserve de poissons, dépasse les bonnes années 100 000 tonnes. Eivissa est l'escale catalane du sel pour les navires qui déchargent la morue séchée ou bacallao dans les ports de Tarragone, de Barcelone, parfois du Languedoc ou de Provence. Ces voiliers font ensuite escale dans l'île, réparent quelques avaries ou achètent du cordage, laissent du bon temps de repos à l'équipage. Ainsi s'expliquaient les étonnants consulats d'Islande ou de Norvège (aujourd'hui disparus), voire des îles du Nord, à Ibiza-ville. Ces reliques de l'économie maritime ne doivent rien au hasard : il existe encore des gens de mer qui conservent une mainmise, voire une orientation relative sur l'économie. Exilés, ils savent reconstituer une communauté au loin ou s'agréger à leurs voisins majorquin, ainsi les bateliers ibiçencos du fleuve Parana en Argentine ou les multiples quartiers dits « majorquins » de villes portuaires de Méditerranée occidentale.

### Le temps des émigrations
En écho au mouvement migratoire qui vide pratiquement Minorque, l'immigration vers l'Algérie française est notable aux XIXe et XXe siècles, certains mots du catalan étant même passés dans la langue des pieds-noirs d'Algérie.
Mais l'émigration se tourne aussi vers le nord plus prospère : la longue mémoire du royaume majorquin invite à rejoindre, au-delà de la Catalogne, Perpignan et le Roussillon, qui ont fait partie de ce royaume médiéval. De là, les immigrants souvent terrassiers, maçons ou constructeurs de pierres sèches gagnent le Languedoc, en particulier Béziers et Toulouse, ou Nîmes pour la Provence. Les élites politiques espagnoles réactionnaires considèrent avec hauteur et mépris cette émigration de fortes ou de mauvaises têtes vers ces pays détestés, véritables lieux de perdition des âmes ou de déchéance des valeurs de la civilisation hispanique.

### La guerre civile à Ibiza
Le 18 juillet 1936, jour du soulèvement nationaliste, les autorités de l'île, à l'instar de celle de Majorque, sont à la fois monarchistes et nationalistes. La population paysanne des îles, accaparée par ses récoltes, se fiche comme d'une guigne[style à revoir] de la situation politique nationale. Les Républicains débarquent aisément à Ibiza, dans le cadre du débarquement à Majorque, puis essaient de façon caricaturale de soulever les îles passablement inertes. 
Les miliciens républicains mettent en place à Ibiza un régime de destruction : persécutions, emprisonnements arbitraires, incendies de villages et d'églises. La prise de Majorque par les Républicains échoue piteusement, transformant la grande île voisine en base d'aviation et de bombardement aérien. Après les bombardements d'Ibiza à partir de Majorque, les Républicains décident d'abandonner Ibiza, malgré le soutien de deux groupes de miliciens de 200  et   300 hommes formant la colonne « Cultura y Acción », venant de Barcelone, à bord des navires Ciudad de Barcelona et Ciudad de Tarragona.
Dans leur retraite, les Républicains massacrent le 13 septembre 1936 une centaine de prisonniers, faisant de cette date tragique une référence locale pour le futur régime franquiste. L'assassin français de  Jean Jaurès en 1914, Raoul Villain, qui avait été acquitté en 1919, fait partie des victimes des Républicains, dans des circonstances peu élucidées.
Le 19 septembre, les nationalistes débarquèrent dans l'île d'Ibiza et s'en emparèrent sans résistance. S'ensuit une terrible répression franquiste, avec l'arrivée de bataillons militaires assistés de phalangistes, soutenus par l'aviation et par la marine italienne au mépris de toutes les règles internationales. Les résidents ou voyageurs saisonniers qui n'ont pas fui sont souvent expulsés par les autorités. Fin 1936, à l'exemple de Majorque, les Pityuses sont reconquises et soumises à une répression aveugle.
Tout comme le reste des Baléares, Ibiza n'émergea du marasme chronique qu'avec l'arrivée du tourisme dans les années 1960, déclenchée par la politique économique franquiste.

### L'essor touristique
À Ibiza l'initiative touristique est d'abord hésitante dans les années trente ; il faut désenclaver l'île. Rappelons qu'il y a davantage de bateaux qui amènent des troupeaux de porcs catalans que de navires de transport de passagers et que le premier autocar sillonnant plutôt autour d'Ibiza-ville que vers les campagnes dépourvues de routes correctes, mis à part d'excellents chemins muletiers, date de l'année 1923. L'île dépasse 30 000 habitants permanents au début des années trente. L'hôtel d'Ibiza qui voulait promouvoir l'activité touristique de haute gamme fait faillite avec la crise des années trente.

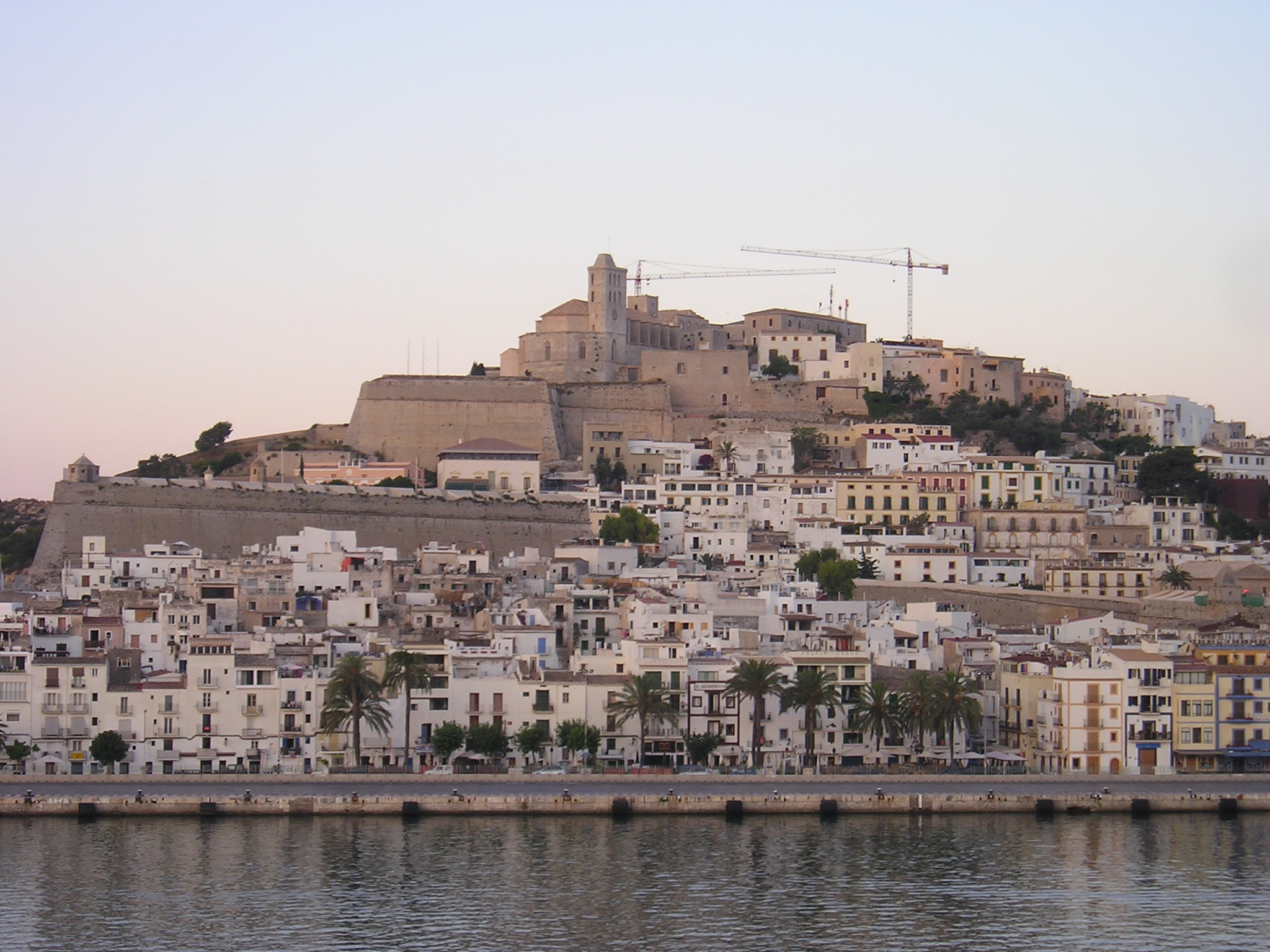
La vieille ville d'Ibiza

Le nombre de voyageurs est en essor, de l'ordre de quelques centaines puis de quelques milliers dans les années trente. Il chute durant la guerre civile, qui connaît des paroxysmes de violence puis de répression sanglante en 1936, puis surtout après 1940.
Au sortir de la guerre civile, les Pityuses sont laissées à elles-mêmes, et sombrent au début des années 1940 dans le marasme économique, menant à la disette et parfois à la famine, du fait de l'oubli des autorités. Aussi les minuscules installations portuaires et le fret des petites barques de l'île ont souvent été d'une importance vitale pour l'île paysanne.
C'est surtout dans les années 1950 que l'île renoua avec les liaisons régulières au continent. L'essor touristique reprend, encadré par une législation pointilleuse, tout comme l'essor démographique, avec les résidences d'artistes, le tourisme familial et aussi, faut-il ne pas l'occulter, l'arrivée de nombreux proscrits, déserteurs et marginaux. Ainsi, en 1955, les chiffres officiels avancent 14 000 voyageurs.
Les beatniks américains débarquent après 1962. Une minorité d'entre eux se fait remarquer de manière outrancière, mais elle fait oublier une majorité discrète, cool, qui n'affiche aucun signe distinctif. Ces beatniks suivent en fait le courant de marginaux, et rejoignent des déserteurs plus ou moins fortunés, parfois d'anciens insoumis de la guerre de Corée ou du Vietnam. Ils affluent après 1965 alors que le flux hippy, insignifiant en 1963, ne cesse de grossir. Une décadence touristique et commerciale est déjà observable. C'est pourquoi la bohème internationale s'étiole, commence d'abandonner l'île paradisiaque. Puis la quête des plaisirs facile sans morale s'impose, avec le début d'une spéculation immobilière, confisquant les rivages et instaurant un début de bétonnage.
Les premiers groupes, pourtant très isolés de jeunes hippies, dépassant rarement la trentaine, ne passent pas inaperçus au cours de l'été 1963. Les habitants les nomment rapidement « los peluts », c'est-à dire « les chevelus ». Et ils se remarquent facilement, portant comme ailleurs souvent des bracelets voyants, des habits démesurément amples aux couleurs psychédéliques, des tuniques indiennes, des jeans unisexe. Ils maintiennent leur chevelure par des bandanas ou bandes de tissus colorées. Ces groupes hédonistes, parfois en oppositions larvées ou se disputant en longues discussions virulentes, sont des adeptes de fêtes planantes dans un climat de liberté et de promiscuité sexuelle, déambulent pieds nus ou en sandales et se déshabillent sans complexe. Les hommes gardent très souvent une longue barbe. Hommes et femmes pratiquent le nudisme intégral sur la plage, jouent de la musique et du tambour en saluant bizarrement le coucher de soleil. Sans mentionner les prêches scandalisés des curés en chaire sur les bonnes mœurs bafouées ou les récriminations haineuses des hôteliers face à de tels mauvais clients, qui compromettent le tourisme classique, en squattant effrontément les plages, faut-il pour autant reprendre la diatribe métaphorique des journalistes locaux, affidés il est vrai au régime franquiste, dans le Diario de Ibiza du 5 septembre 1963 : « troupeau dégingandé et amoral », « déchet social », « scorie d'inadapté » ?
Car le déferlement hippie, d'origine nord-américaine et européenne, se déploie surtout de 1969 à 1974. Ils sont bon an mal an 8 000 à 10 000 par an. Cette population flottante, mais pacifique, qui possède en son sein un noyau de penseurs polyglottes et un niveau d'études très supérieur à la moyenne alors médiocre de l'île est exécré par les autorités, qui tolèrent néanmoins sa présence. Ces rassemblements hétérogènes, formés de groupes aux intérêts forts divergents, prônent le retour à la nature, la mode vestimentaire libre, les diètes (macro)biotiques (ils sont déjà adeptes du bio, rejetant tous pesticides ou insecticides, et s'affirment très souvent végétariens ou végétaliens). Ils pratiquent de manières fort diverses, les sagesses orientales, mélangées à des croyances astrologiques. La Guardia civil est débordée, jour et nuit, elle procède à des expulsions et multiplie harcèlements, vexations, persécutions collectives et humiliations personnelles. Heureusement, les habitants qui perçoivent plutôt là des consommateurs solvables et dépensiers, vantent leur harmonieuses productions agro-pastorales dans et au-delà de l'île et incitent avec une fermeté discrète les responsables administratifs ou policiers à plus de tolérance et de souplesse.
Cependant, les groupes persécutés fuient vers les lieux moins policés, envahissant pacifiquement le nord de l'île puis Formentera. Les autorités jouent l'outrance en essayant d'affoler la population paysanne : affolée par l'importance diabolique de regroupements humains décrits par les autorités civiles et religieuses, elle prend peur. Les affrontements sont alors violents en juillet 1971 à Santa Eulàlia entre 300 hippies et l'ensemble des forces de sécurité de l'île, puis durant le reste de l'été avec des commandos de choc de la Guardia Civil patrouillant à bicyclette dans Formentera. À chaque opération d'envergure est associée une liste d'une cinquantaine d'arrestations fermes, correspondant sans doute à la capacité de réclusion/rétention légale des autorités.
Les années de crise qui suivent 1973 voient les rassemblements hippies se réduire, puis les groupes voyageurs ou résistants installés se disloquer. Il est vrai que les individus qui vieillissent s'assagissent et entrent dans la société active, parfois quelques rares couples restants s'installent sur l'île, ou des isolés, jeunes hommes ou femmes s'associent à des partenaires locaux, inaugurant des mariages et des familles nouvelles. Les hippies, qui n'ont jamais formé de communauté solidaire au sens sociologique, s'évanouissent du paysage ou se fondent dans la masse. Mais les derniers présents renoncent assez rarement ou à contre-cœur à une autonomie de choix ou indépendance créative, dans le domaine de l'agriculture biologique, la construction et de l'artisanat de qualité, de l'habillement, de la décoration et du maquillage. Ces activités diverses ont prospéré dans le cas où elles rencontraient la demande locale et suscitaient l'intérêt des touristes.
Au début des années 1970, la jet-set fait aussi irruption. Une société interlope riche, jouant parfois ostensiblement la carte d'un style hippy chic et mondain « de plástico » se lance dans des fêtes extravagantes. L'île se lance dans l'illusion du conformisme, de concert avec une frénésie de spéculation immobilière, entraînant l'appropriation privée des rivages, un vulgaire et intense bétonnage, une hausse foncière exponentielle, une violation permanente des lois ou principes anciens d'aménagement et de construction, par négligence, cupidité affairiste ou fraude crapuleuse.

#### Tourisme et vie traditionnelle
En 1960 on compte 37 000 touristes, en 1961 41 000, en 1963 63 000 puis, au début des années 1970, 350 000 ; ensuite on dépasse le million à la fin des années 1980. Dans les années 1990, la fréquentation touristique varie de 1,5 million à 2 millions, avec une baisse en 1991/1992. L'été 2010 atteint plus de 2,4 millions de visiteurs. Le tourisme est devenu l'activité dominante, avec la fréquentation en résidence secondaire.
Le nombre des habitants permanents ou îliens connaît une croissance nettement moins forte. Ibiza, ville de service, profite pleinement de la manne touristique avec ses blanches murailles de la Dalt, et fut très tôt mieux desservie par les navettes maritimes dans son port bien équipé. La ville ne compte que 7 000 habitants en 1936, 11 000 en 1950, 11 269 en 1960, 11 590 en 1961, 20 000 en 1980, 28 352 en 1989 et 49 000 en 2009, 50 000 en 2011. La pression sur le patrimoine foncier ou bâti, quant à elle, croît de manière démesurée. Au cours des années 1980, Ibiza-ville s'affirme en tant que ville cosmopolite, ville de plaisirs et de fêtes.

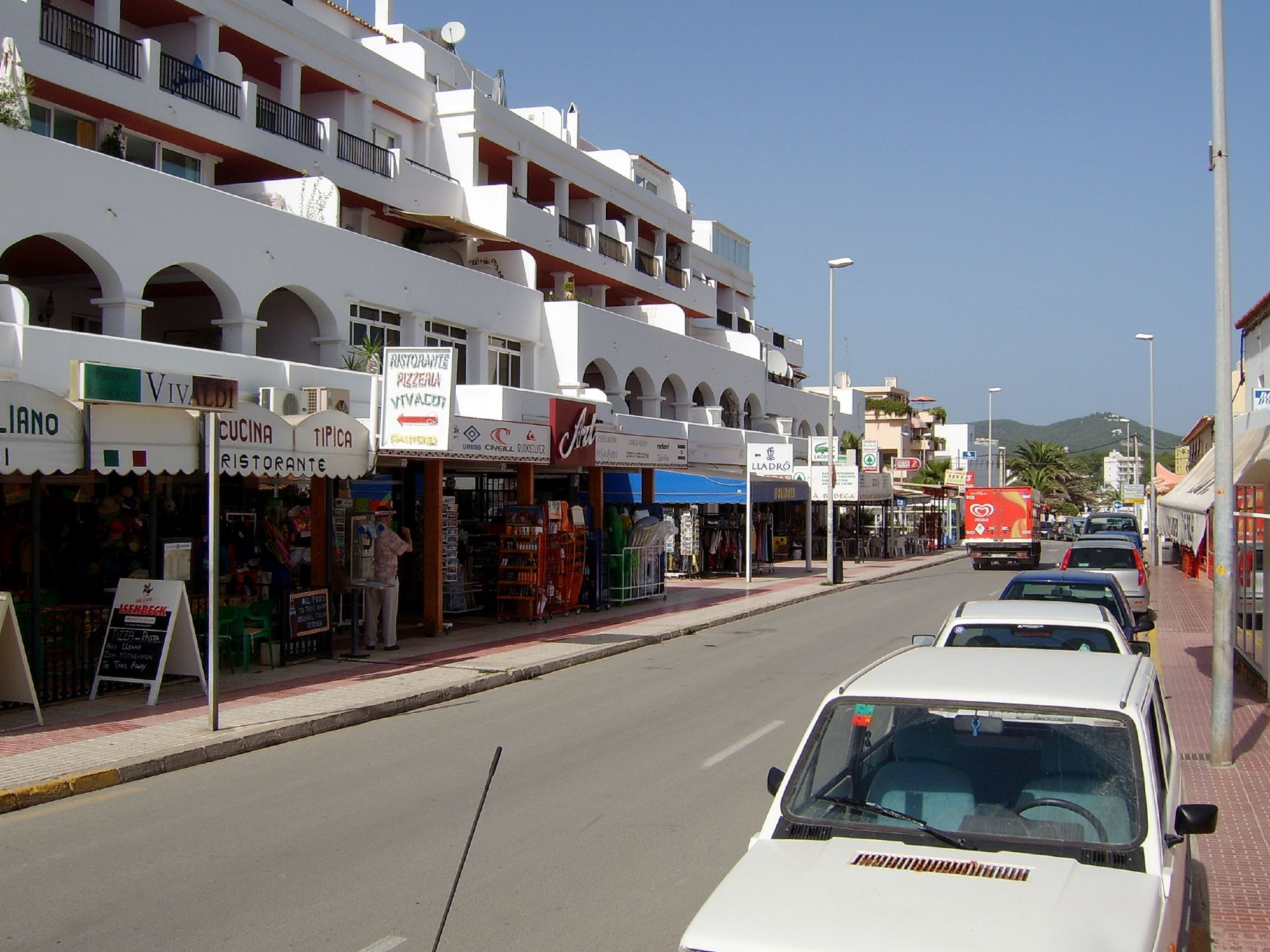
Rues derrière les hôtels ou résidences de front de mer

L'île d'Ibiza, qui s'étale sur 572 km2, compte environ 36 000 habitants permanents au début des années 1970 ; 60 000 en 1982, 67 740 en 1989 puis 90 000 en 2001, 146 000 en 2012 (officiellement 133 702 selon l'institut démographique espagnol en 2010). Le sociologue Yves Michaud, familier de l'île, estime que la population originaire d'Ibiza ou assimilée de longue date avoisinait les 50 000 en 2010. Suivant les communes, la population d'origine étrangère installée en permanence oscille entre 10 et 15 %, alors que la population espagnole péninsulaire, non autochtone, représente entre 35 et 45 % du total. Dans maintes communes, les autochtones deviennent minoritaires. Ils passent alors inaperçus aux yeux profanes lorsque la fréquentation touristique atteint son optimum, en juillet et en août.

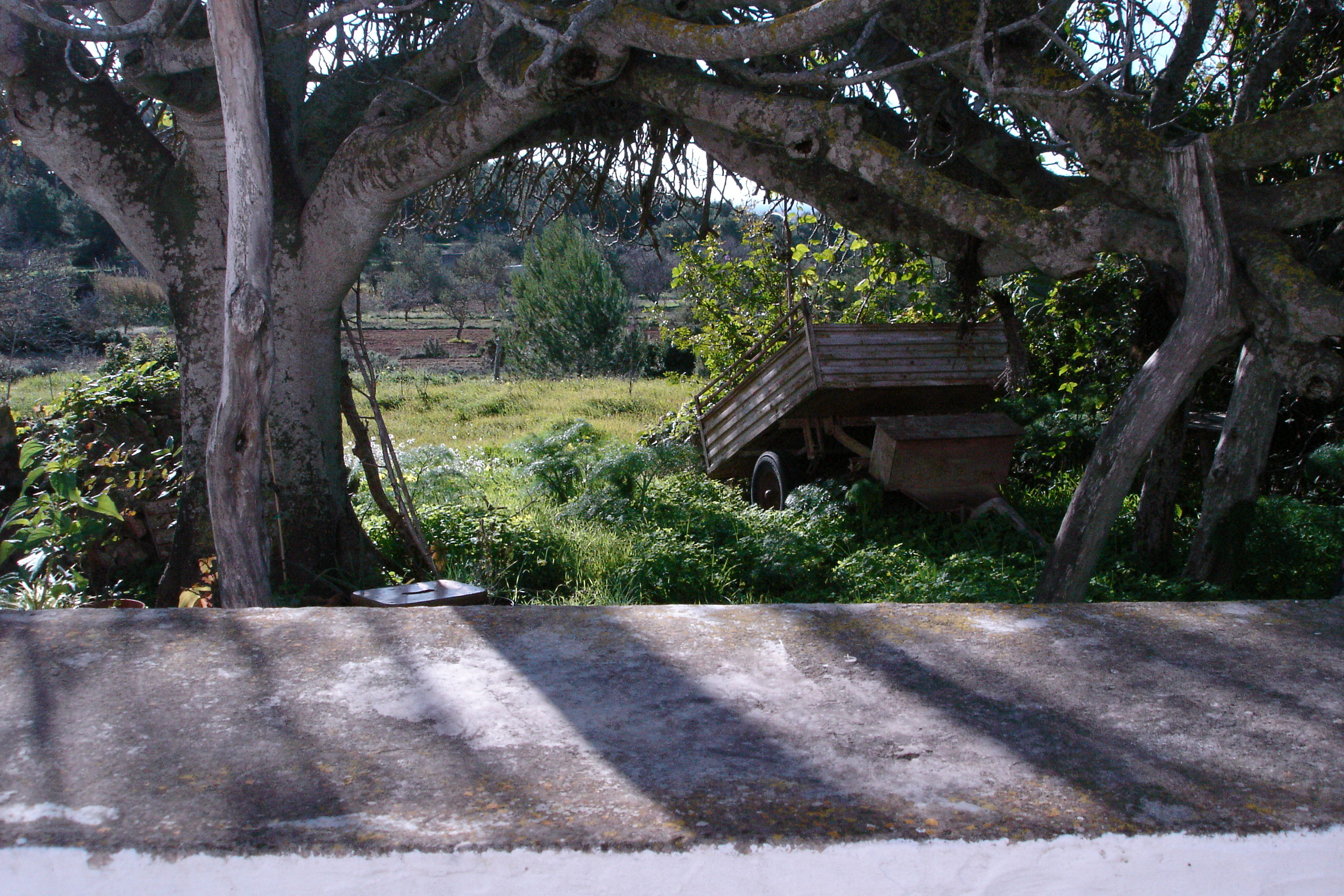
Figuiers noueux et centenaires dans un paysage d'abandon paysan.

L'agriculture d'Ibiza présente, sur les plus modestes domaines habités ou fincas, des paysages de hortas ou de jardins irrigués, grâce aux nombreuses petites sources canalisées ; mais aussi des terrasses arboricoles couvertes d'oliviers, d'amandiers et de caroubiers, de vastes versants en secos et des terres céréalières (de moins en moins délimitées par des murets de pierre sèche). L'agriculture traditionnelle arbore comme emblème d'ancienneté ses vignes, cultivées en hautain ou en espalier, à la mode tonnelle française ou en pergola italienne, mais aussi ses honorables figuiers, dont les énormes vieilles branches s'appuient sur des gros tuteurs ou des poteaux. Cette activités, encore bien vivante dans les années 1970, périclite par la suite. De nombreux droits d'eaux traditionnels se retrouvent vendus aux promoteurs immobiliers, aux hôteliers et aux nouveaux propriétaires. Paradoxalement, la modernisation agricole délaisse l'irrigation traditionnelle par sillons ouverts, trop exigeante en main d'œuvre ; cette pratique est désormais limitée aux zones jardinées, parfois également passées au goutte-à-goutte ou à la micro-irrigation. Des systèmes d'aspersion envahissent les derniers grands champs de l'île. Cependant, les grands asperseurs utilisés se révèlent coûteux à long terme, à la fois en matière d'investissements matériels et d'entretien, puis de dépense énergétique, et enfin pour leur efficacité en eau, bien inférieure (entre 65 % et 75 %) au mode traditionnel abandonné : en effet, l'eau projetée en fines gouttelettes s'évapore dans l'air sec ou se disperse facilement, emportée par les vents souvent réguliers.
Les enfants des familles paysannes et, parfois, les petits agriculteurs, rejoignent alors les rangs des employés du bâtiment ou de la construction en équipements, ou ceux du commerce et des nombreux services, municipaux ou privés, à vocation touristique.

## Langues
La langue la plus ancienne encore pratiquée à Ibiza est le catalan, malgré sa situation minoritaire par rapport à l'espagnol, qui reste la langue la plus répandue dans l'île.
Bien qu'elle soit parfois désignée comme « ibicenco », ou encore le « baléare » il s'agit d'une seule langue, le catalan, ainsi désignée en français. Les autres dénominations sont donc inappropriées, en français.
Il existe plusieurs variétés dialectales du catalan, dont le groupe du catalan oriental qui englobe les parlers baléares.
Il n'existe pas d'unité politique des divers territoires pratiquant le catalan ; ni les locuteurs de cette langue ni leurs dirigeants n'ont de projet territorial ou politique commun. L'unité de la langue catalane n'implique pas d'autre conséquence, notamment politique ou territoriale.
Le statut des Baléares précise que les variétés insulaires du catalan font l'objet d'une protection spécifique. Celle-ci est confiée à l'Université des Îles Baléares, en toute indépendance.
Ainsi l'espagnol et le catalan forment les deux langues officielles de la communauté autonome des Baléares, à laquelle appartient Ibiza.

## Communes

Les quatre grandes communes et Ibiza-ville (ici notées en castillan)

L'île d'Eivissa/Ibiza est divisée en cinq communes :
- Ibiza ou Ibiza-ville — officiellement Eivissa en catalan, et traditionnellement nommée Vila — la plus petite commune (en superficie) sur la côte sud-est, entre Santa Eulària des Riu et Sant Josep de sa Talaia.
- Sant Antoni de Portmany (San Antonio Abad) au centre et sur la côte nord-ouest.
- Sant Josep de sa Talaia (San José) au sud, sur les côtes est et ouest.
- Sant Joan de Labritja (San Juan Bautista) au nord-ouest sur la côte nord.
- Santa Eulària des Riu (Santa Eulalia del Rio) au centre et sur la côte sud-est.

## Transport
Ibiza est desservie par ferry et avion. Les ferries relient Ibiza à Palma, Denia, Valence et Barcelone et constituent environ 5 % du nombre total de passagers passant par l'île. L'aéroport d'Ibiza fut d'abord créé comme aéroport militaire dans les années 1940. Il fut longtemps fermé dans les années 1950 avant de devenir un aéroport civil national en 1958 et ensuite l'aéroport international d'Ibiza en 1966. Il est situé sur le replat d'Es Codola au sud-ouest de Sant Jordi de ses Salines, commune de Sant Josep de sa Talaia, à 7,5 kilomètres d'Ibiza-ville. Vingt années plus tard, il assure un fret passager de presque trois millions de passagers. En 2014, presque 50 ans plus tard, le nombre de passagers passant par l'aéroport d'Ibiza est de 6 211 882 (info AENA). Les habitants et touristes de Formentera doivent transiter par Ibiza pour ensuite rejoindre leur île en bateau.

La massification du transport aérien a véritablement accompagné, puis assuré le boom consumériste et l'élévation consécutive du niveau de vie sur l'île d'Ibiza et dans les Baléares en général. Ceci, particulièrement pour Ibiza, est indissociable d'une mutation d'image médiatique, associant plage, soleil, liberté, plaisirs du corps, défoulement, musique... bien mieux exportée par les groupes migrants qui empruntent ce moyen de transport.

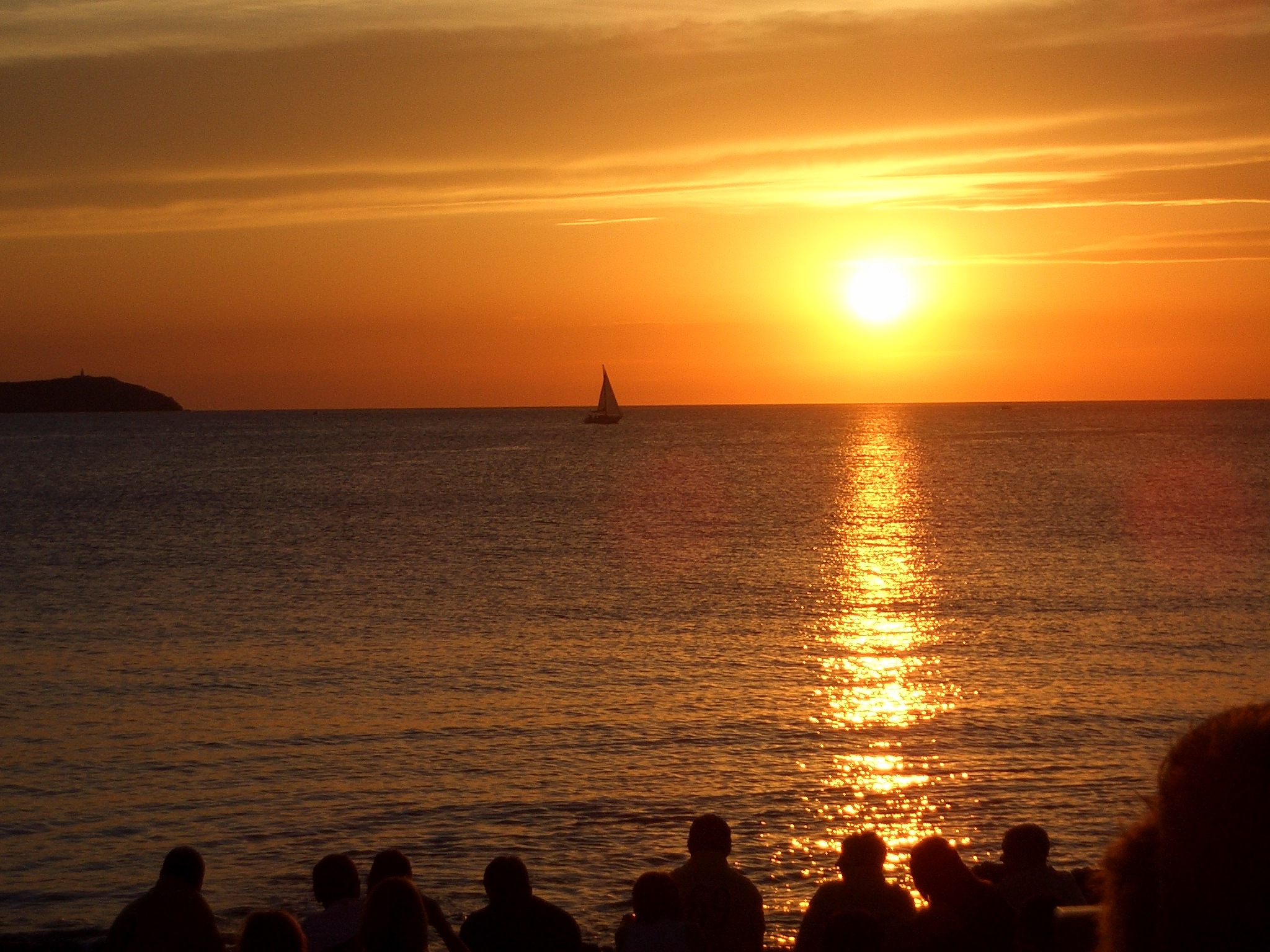
Café touristique où il est de tradition d'applaudir le coucher de soleil

L'aéroport est utilisé par les compagnies aériennes à bas prix pour les vols intérieurs, internationaux et transcontinentaux, et ce principalement lors de la période estivale. Il ne possède qu'un seul terminal. Les transports intérieurs à l'île se font par la voie routière : bus, taxi, véhicule personnel ou de location.

## Radio et médias
La Radio Popular de Ibiza diffusait avant 1970 jusqu'au début des années 1990 une partie de ses émissions en français. Mais le monde radiophonique a été transformé par les modes de vie touristiques et urbains cosmopolites, par l'essor musical électronique et les nouveaux médias connectés. L’ibiza frenchy people radio en est d'une certaine manière, l'héritière.
Il existe en 2014 différentes radios reçues en modulation de fréquence ou sur le web : Ibiza Global sur 97,6 FM, Diario Ibiza sur 97,2 FM, Sonica Ibiza sur 95,2 FM, Costa Del Mar, Europa FM sur 91,7 FM, HFM Ibiza sur 94,4 et 94,6 FM, Cadena 100 sur 89,1 FM.

## Patrimoine

### Patrimoine mondial et culture traditionnelle
« Ibiza, biodiversité et culture » : sous ce nom, l'Unesco a inscrit le 4 décembre 1999 un ensemble de biens culturels et naturels d'Ibiza et de Formentera au titre du Patrimoine mondial. L'Unesco considère cet ensemble comme un excellent exemple de l'interaction entre les écosystèmes marins et côtiers et reconnaît en outre l'importance de la longue histoire d'Ibiza.

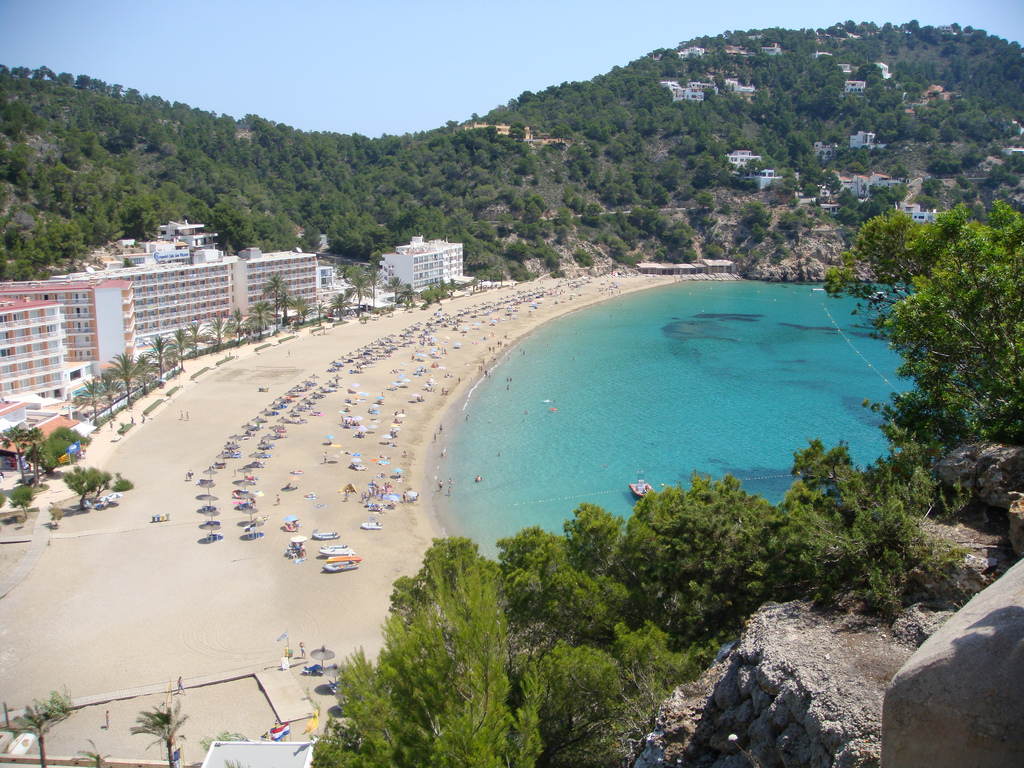
Une plage d'Ibiza.

Ces biens sont constitués d'un espace naturel, le parc naturel de Ses Salines d'Ibiza et de Formentera, et de plusieurs lieux culturels, la ville haute (Alta Vila encore nommé Dalt, c'est-à-dire « sommet », « capuchon ») d'Ibiza et ses fortifications du XVIe siècle, la nécropole phénicienne-punique de Puig des Molins et le site archéologique phénicien de Sa Caleta.
L'architecture typique et l'aménagement rural, en particulier les demeures paysannes ou casaments, chiches en vive lumière et à toit plat récupérateur d'eau, les agglomérations de maisons cubiques blanchies à la chaux, les églises fortifiées, les tours de guet ou atalayas, les murs ou parets de pierre sèche, les réservoirs d'eau, les abris de bergers de la montagne dénommée souvent puig... a souvent fasciné les premiers visiteurs européens du Nord. Elle est admirée notamment par les architectes Le Corbusier, José Luis Sert, Elias Torres (es), ainsi que par les historiens de l'architecture.
Une volonté politique, au moins dans les rapports officiels, souhaite préserver les paysages traditionnels, en réalité de plus en plus souvent réduits à l'état de friches sociales (guàrets au mieux, en exploitation minimaliste comme source de fourrage) et en voie de disparition face à l'afflux touristique, puisqu'il n'y a plus guère de cultivateurs ni d'éleveurs.
Dans les vallées reculées, jusque dans les années 1960, existait un mode de vie paysanne méditerranéenne typique, doté d'un folklore surprenant (pour les Européens ou Américains du Nord). De nombreux groupes folkloriques (dont celui de Sant Jordi de Salinas, créé en 1982) tentent de le faire revivre. Le ball pagès est une danse où un couple est entouré d'un cercle de danseurs, sur des rythmes et des sons d'instruments à vents (flûtes, xérémia) et à percussions (tambours, castagnettes) ; ses formes actuelles ne sont cependant qu'un pâle reflet des danses qui avaient cours lors des fiestas catalanes du XVe siècle au XIXe siècle.
À l'origine, la fête profane se déroulait sur la place ou à proximité de l'église d'une grande paroisse, les grands jours de fêtes religieuses catalanes ou patronales ou, plus prosaïquement, sur l'aire de battage commune ou sur une hauteur de rassemblement pour une petite communauté (déjà soudée par la gestion collective des eaux), à l'occasion des fêtes rituelles ou calendaires (telles la Nuit de la nativité, les feux de Saint-Joseph ou la sortie d'hiver, la fête de la Saint-Jean, la fête des moissons, ou encore la clôture d'une activité ou d'une récolte collective paysanne). Au sein de ces petites communautés, le temps d'ouverture des chants et des danses était réservé aux plus âgés, qui se dandinaient comme ils pouvaient, sur une curta, une mesure lente et respectueuse, au terme de laquelle faisait irruption la jeunesse célibataire, qui imposait un llango tonitruant, tonique et provoquant. La cérémonie festive se clôturait en chant et en musique, après un temps de pause dit de canto/discanto (rassemblant un annonceur et son contradicteur) ou, peut-être autrefois, de chants vocaux de quelques hommes, qui rappelaient les journées de peine ou de joie, les événements, des disparitions, d'heureux présages... Ces fêtes symbolisaient par ailleurs une réconciliation musicale et poétique avec l'ordre du monde divin, que le labeur forcé avait perturbé et que les participants, unanimes s'engageaient, à restaurer (pour ne pas offusquer la divinité ou son saint représentant), à travers la filena nuptiale, souvent amoureuse et langoureuse mais très ritualisée, et des rondes du type ses non rodade collectives, solaires, et d'autres danseurs.

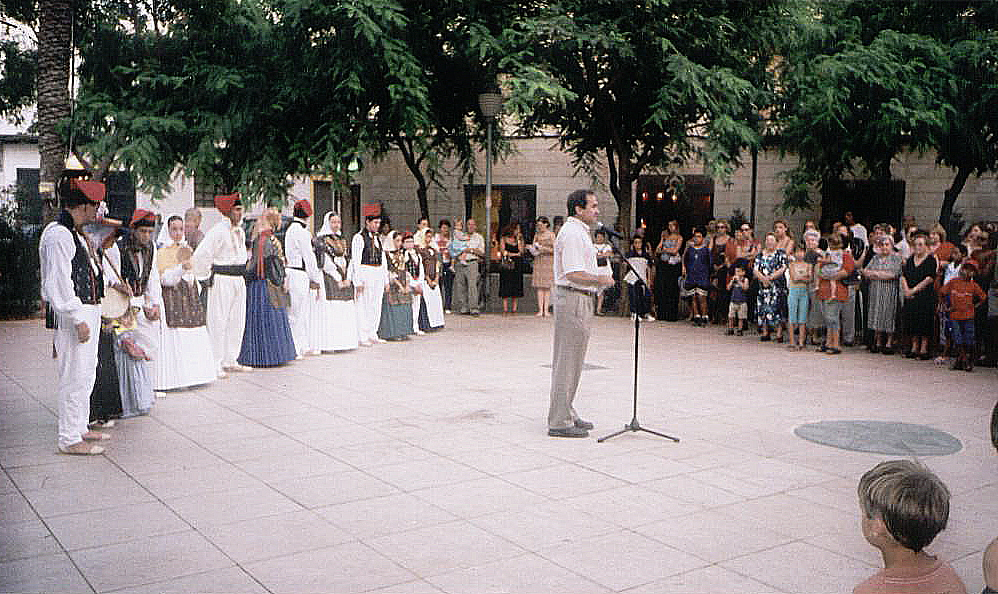
Une inauguration de place

Les fiestas officielles ont d'abord utilisé les costumes dominicaux, gonella negra et gonella blanca, respectivement au XVIIIe siècle et au XIXe siècle, avant qu'une multitude de couleurs vives, issues des colorants de cuve de la chimie azoïque, n'envahissent les costumes masculins et féminins. Les premiers habits dominicaux laissent penser que le noir revêtait les femmes (robes principales et coiffes) comme les hommes (gilets, chapeaux, vestes), mais aussi le blanc, pour les foulards, les chemises ou camisa, les camisoles, les robes, jupes et pantalons ainsi que le rouge, le vert ou le bleu pour les parties luxueuses du vêtement. Les chaussures de danse (espardinyes ou alpargatas, en castillan) sont des espadrilles constituées de paille de spart et de fibres d'agave, présentant souvent un bout ouvert pour celles des hommes.
L'artisanat textile atteste d'une longue et sûre tradition, à travers les tapis, les couvertures de laine filée à la main et les tissus à broderies. Les motifs pituytes typiques transportent souvent l'observateur nordique vers un monde antique imaginaire ou vers un ailleurs oriental, tout comme les couvertures de coton jarapas (es), utilisées de nos jours comme couvre-lits. Outre le travail du cuir, effectué dans la lignée des maîtres cordouans, les artisans de l'île étaient renommés de tout temps pour le travail des forgerons, en particulier pour les formes de ferronnerie, mais aussi pour tous les arts du feu, des simples poteries multiformes (de taille minuscule à géante) aux céramiques sophistiquées, des fondeurs de métaux aux bijoutiers.
Néanmoins, la plupart des poteries décoratives, des statues ou despots majestueux, jusqu'aux plus modestes siruells, proviennent de l'île de Majorque, un changement engendré par l'essor du tourisme de masse dans l'archipel. Cette observation sur le commerce des céramiques peut être étendue à la plupart des productions, soit limitées (de luxe), soit jugées trop originales ou fantaisistes, ses diverses branches, textiles, cuir, bijouterie, comme dans l'industrie verrière ou perlière majorquine. La mode ad libitum fut associée principalement à Ibiza au cours des années 1970 et 1980.

### Musées

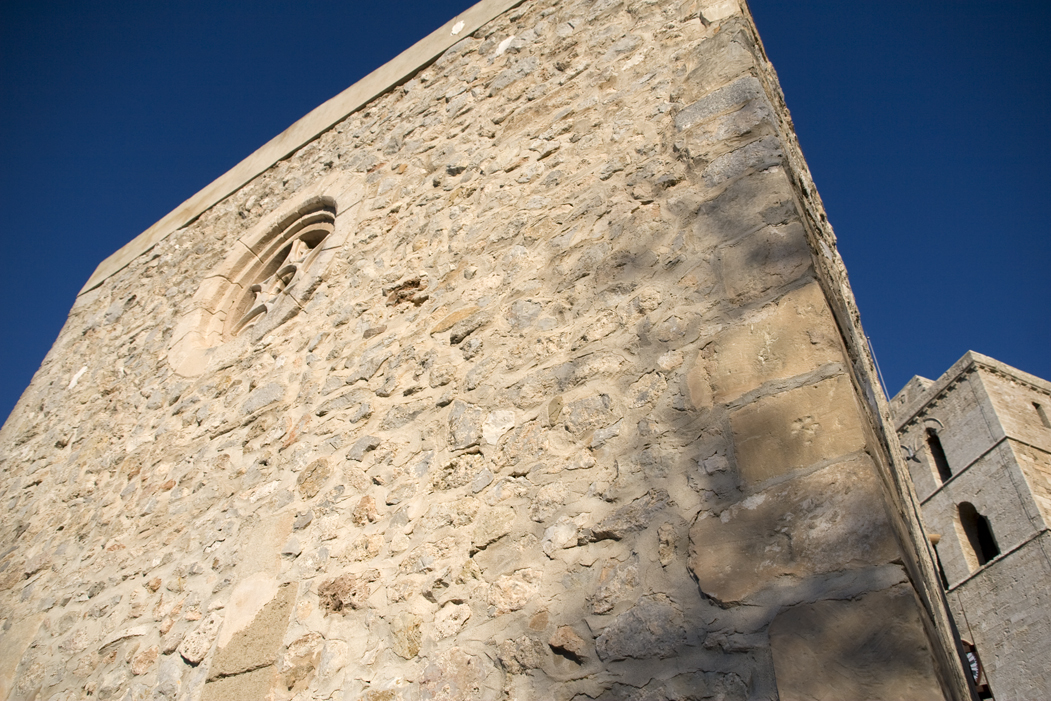
Musée archéologique.

- Musée ethnologique de Can Ros à Santa Eulalia, créé en 1994
- Musée de la cathédrale d'Ibiza
- Musée d'Art contemporain (Museu d'Art Contemporani d'Eivissa, MACE), sur les remparts de la Dalt Villa
- Musée archéologique d'Ibiza siège à la Dalt Villa (1907-1979), depuis fermé ou souvent en travaux (2010)
- Musée archéologique d'Ibiza, section Puig d'Es Molins, via Romana, à côté de la nécropole carthaginoise fouillée (trouvaille du buste de la déesse Tanit ainsi que de nombreux objets puniques)

## Tourisme et résidence d'été
Au temps pionnier de quelques grands voyageurs au XIXe siècle succèdent d'abord quelques réfugiés ou insoumis, puis des personnalités de la « bohème artistique » européenne, qui visitent et surtout résident quelques années dans une île « loin de tout et pas chère », surtout après 1930. Après les temps violents de la guerre civile durant l'été 1936, l'île n'est guère troublée par les touristes pendant la Seconde Guerre mondiale. Le retour de la bohème artistique, désormais internationale, survient en force dès le début des années cinquante. De 1963 à 1974, une population flottante hippie essentiellement européenne croît et s'impose, elle prend timidement ses aises avant de déferler après 1969, non sans heurts avec la population et surtout l'autorité franquiste, avant de s'amenuiser ou de s'insérer dans le paysage économique. Ce mouvement correspond à l'essor de la société de consommation en Espagne, souvent décrit de 1962 à 1973.

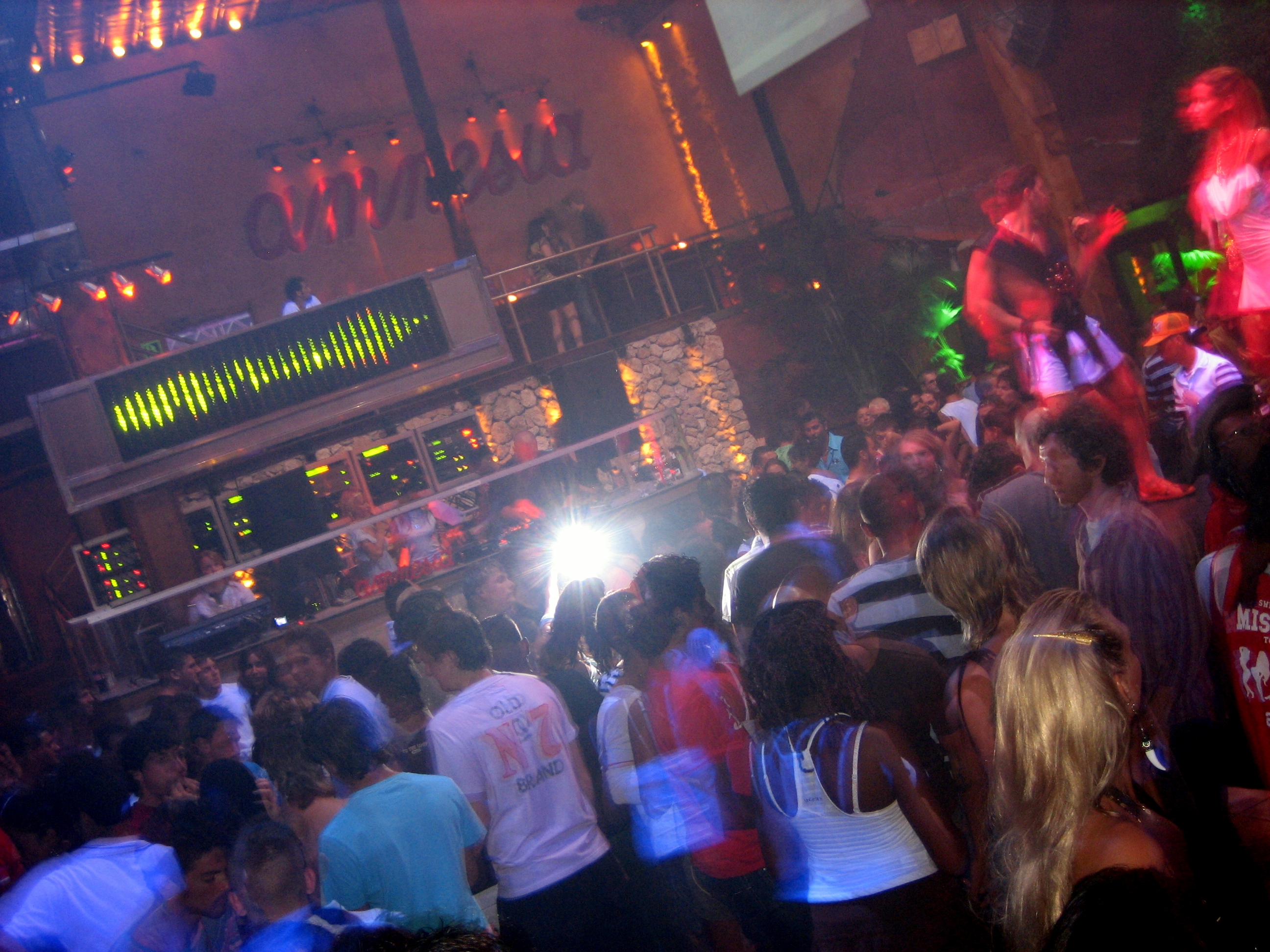
Une soirée en boîte

À la fin du XXe siècle et au début du XXIe siècle, Ibiza est réputée pour ses fêtes estivales attirant les fans de musique électronique. Elle se flatte d'être à l'origine de la Balearic beat et de la mode Adlib, après avoir été un haut lieu de la culture des hippies et de la culture underground des années 1960 aux années 1980. La saison touristique ne s'étend au mieux que de mai à octobre, avec le pic de juillet et août.

### Voyageurs ou résidents célèbres
Le grand voyageur, amoureux des mers du Sud, de la Méditerranée et des Baléares, l'archiduc Ludwig Salvator d'Autriche visite l'île dès 1867 et y revient fréquemment surtout avant 1900. Il est l'auteur d'un volumineux ouvrage en sept volumes décrivant l'histoire et la vie des Baléares et, en particulier, les vieilles îles Pityuses dans le premier volume subdivisé en deux livres. Carl Einstein y passe en 1920. La gent cultivée des Allemands du Sud et des Autrichiens n'ignore plus ces endroits paradisiaques.
Raoul Villain, assassin de Jean Jaurès, est fusillé par les Républicains le 14 septembre 1936 à Santa Eulària, où il vivait en compagnie du petit-fils de Gauguin depuis 1932. Il est enterré au cimetière de Cala Sant Vicenç.
Walter Spelbrink, jeune dialectologue allemand, entreprend une thèse ethnologique sur l'habitat, intitulée Les îles méditerranéennes de Formentera et Ibiza : une investigation culturelle et linguistique qui sera publiée en allemand à Barcelone en 1937. La présence en 1931 de cet élève de Fritz Krüger, professeur de l'Université de Hambourg, adepte d'une perception conjointe de la réalité par les mots et les choses, ouvre la voie à des jeunes chercheurs, tant en ethnologie, musicologie, traditions populaires des cultures paysannes, histoire des techniques locales du bâtiment et des murs de pierres sèches... ainsi qu'à des spécialistes des langues romanes, en compétition. Alfredo Baeschlin Oettinger (1883-1964), ethnographe suisse allemand, dont la famille est originaire du canton et de la ville de Schaffhouse, publie un recueil remarqué sur l'architecture populaire des îles Pityuses en 1934. Vivifié par ces découvertes, il réfléchit sur la maison idéale et deviendra architecte.
Felix et Hans Jakob Noeggerath, père et fils arrivent en 1932 de Berlin. Le père, philosophe de formation, est écrivain et traducteur. Son seul fils, linguiste romaniste, recueille les contes populaires avant de disparaître du typhus en 1934 à San Antonio. Walter Benjamin, ami des Noeggerath, séjourne avec eux en 1932. Dans la foulée de ces premiers Allemands et Autrichiens, arrivent un contingent de plusieurs dizaines, parmi lesquels Erwin Broner, peintre bavarois, Erwin von Kreibig (de), peintre bavarois de la Neue Sachlichkeite}, ainsi que l'artiste « dadasophe », peintre et photographe, autrichien Raoul Hausmann en 1933. La litanie des persécutés ou des fuyards de l'ordre totalitaire nazi s'accroît : Erwin Heilbroner, ethnologue d'origine souabe, Alfred Otto Wolfgang Schultze, peintre allemand mieux connu sous le pseudonyme Wols avec sa compagne Gretty de 1934 à 1936.
Mais il y a d'autres personnalités de l'art contemporain : Vera Broïda, qui a épousé le chimiste Erwin Chargaff en 1930, y redevient la muse du photographe Raoul Hausmann en 1933, alors que celui-ci rédige deux articles percutants sur les formes architecturales et l'ethnologie de l'habitat.
Les Français ne sont pas tous des proscrits exilés ou des déserteurs : le jeune penseur féru de rivages ensoleillés, Albert Camus séjourne en 1935, l'écrivain Pierre Drieu la Rochelle ou le poète en quête de paysages exotiques Jacques Prévert en 1936.
Les années 1950 voient le retour des artistes, écrivains et intellectuels. Ainsi :
- Brendan Behan, écrivain irlandais y réside entre 1947 et 1955.
- Janet Frame, résidente néo-zélandaise faiblement pensionnée comme artiste écrivain, profite du faible coût de la vie.
- Brian Pollard, ancien photographe londonien, s'y régénère, puis retourne sur le continent comme cinéaste en 1961.

L'écrivain voyageur Cees Nooteboom réside sur l'île en 1957, clame son émerveillement. Il est bientôt rejoint par une pléiade d'écrivains néerlandais ou belges d'expression flamandes, Hugo Claus, Jan Gerhard Toonder (nl), Harry Mulisch et leurs épouses.

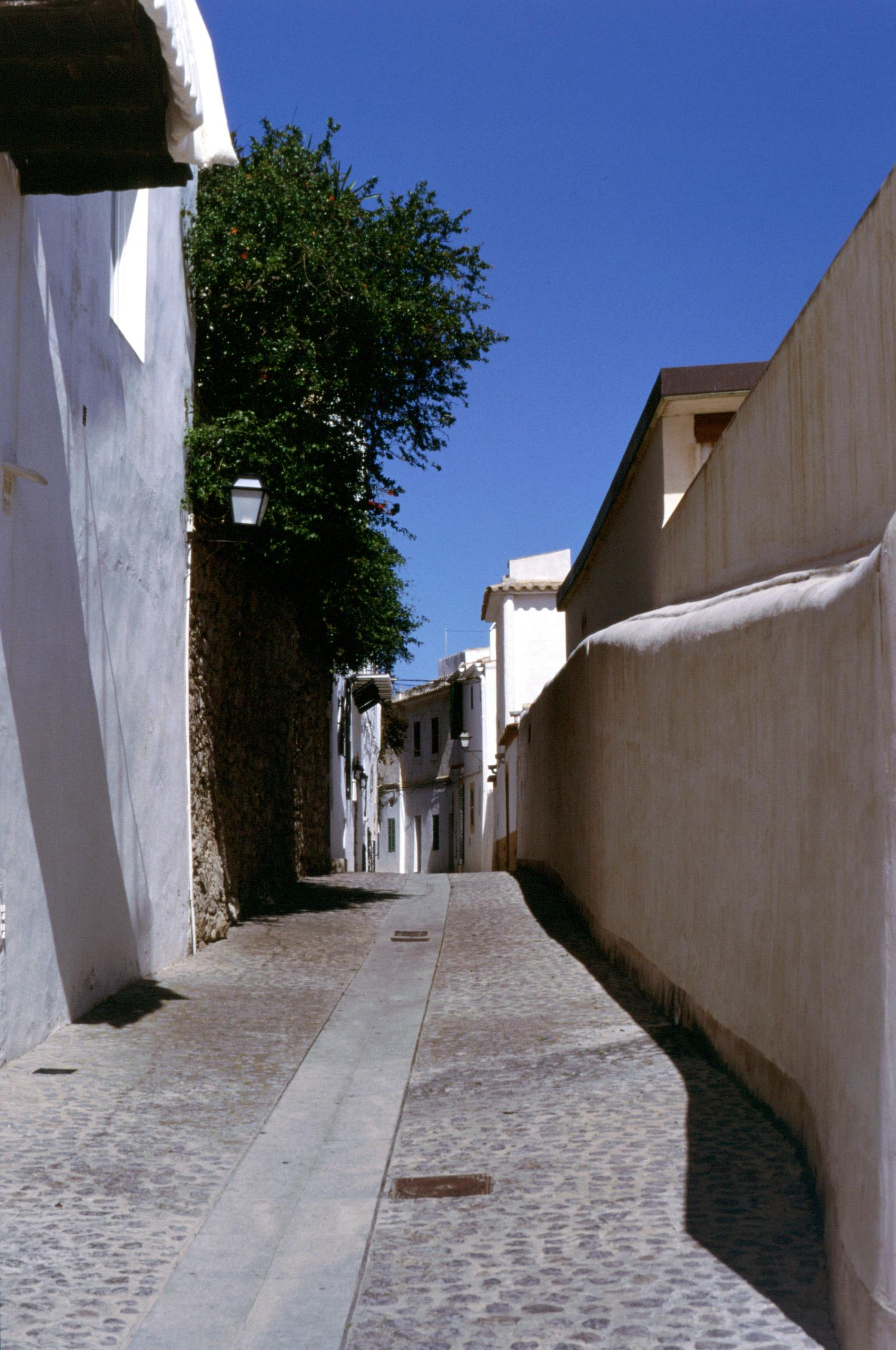
Ruelle de la ville Haute d'Ibiza ou Dalt villa

Un rassemblement de peintres allemands, mais aussi français, anglais, belges, néerlandais, scandinaves, américains, espagnols s'opère autour de peintres allemands Erwin Broner, également architecte, théoricien des arts plastiques redevenu résident quasi-permanent après 1954, et surtout Erwin Bechtold (de) présent après 1958. Il se dénomme bientôt le groupe « Ibiza 59 ». Cette école associative sera dissoute en 1964 faute de réunion de ses membres.
Tristan Tzara séjourne en 1960. La bohème espagnole rejoint timidement les artistes et écrivains étrangers. Parmi les plus notables présents surtout au début des années 1960, les écrivains espagnols, tels que Gonzalo Torrente Malvido (es) qui observe les individualités hétéroclites qui peuplent ses rivages, Rafaël Azcona qui deviendra scénariste, le couple Ignacio et Josefina Aldecoa, mais aussi le musicien et compositeur de la « musique dabadaba » Antón García Abril, les jeunes chanteurs prometteurs, qui commencent leur ascension vers le succès, comme le crooner Julio Iglesias (qui séjourne au Pikes Hotel) et l'expressive Massiel en 1963.
Après 1964, la bohème rêveuse commence à quitter Ibiza. Victimes de la promiscuité ou de la liberté sexuelle, les couples d'auteurs néerlandais et flamands se décomposent ou se recomposent. Les disputes vengeresses et les rivalités incessantes empoisonnent la vie créative. Ses écrivains, tout comme les peintres les plus actifs, délaissent un petit pays où n'affluent plus que des êtres à la recherche d'une vie oisive au soleil sur une plage de sable, avec le triptyque sexe, drogues, alcool.
Emil Cioran désespère sur les plages de calas ou calanques, de moins en moins désertes, en août 1966.

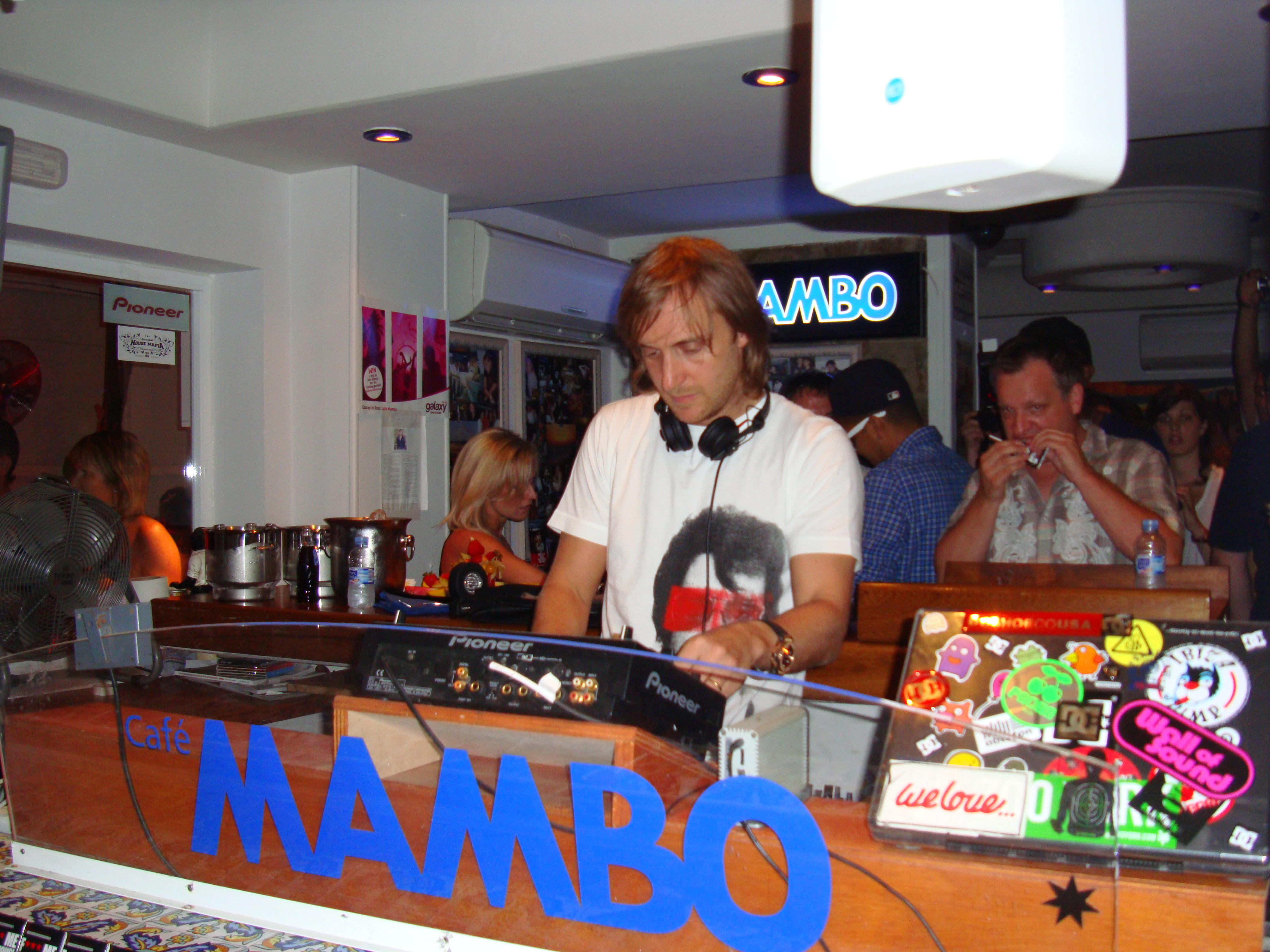
Une île fréquentée par les DJ et les artistes-musiciens.

### Discothèques

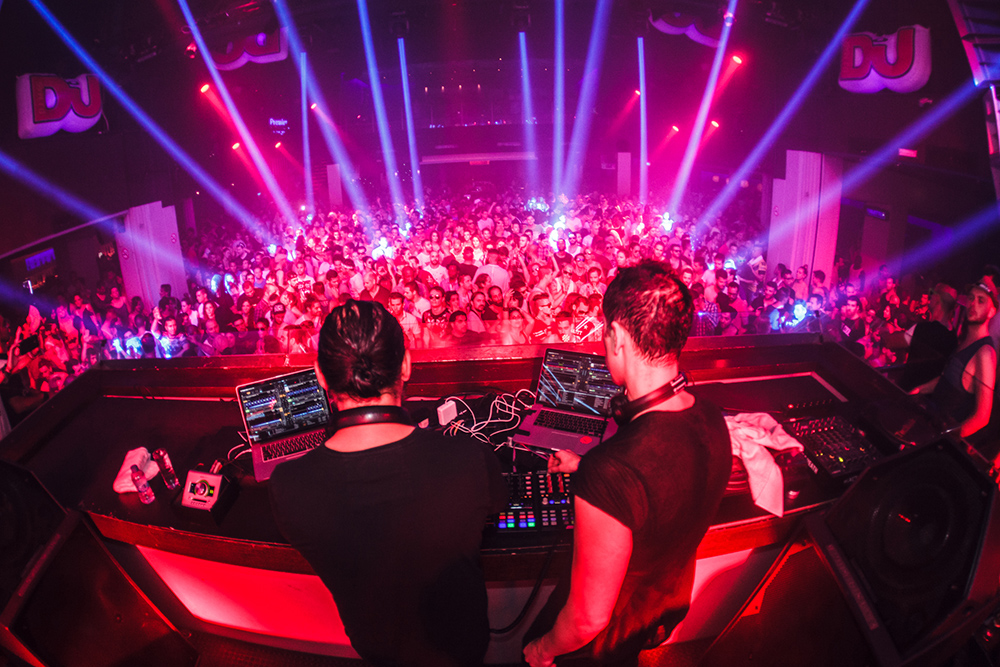
Console des DJ, maîtres de la nuit électronique.

Depuis la grave crise de 1991/1992, Ibiza se proclame une des capitales mondiale des discothèques où se rendent les plus grandes personnalités Disc jockey de la musique électronique, attirant les fêtards de la nuit comme la jet set. L'île compte la plus grosse concentration mondiale de ce type de lieux. Parmi les discothèques les plus connues et les plus anciennes, dont quatre très grandes se disputaient longtemps le leadership dans les années 2000 jusqu'à l'ouverture de l'Ushuaïa puis la fermeture du Space, qui se livrent une rivalité commerciale parfois acharnée, figurent :
- le Pacha, au départ ouverte à Ibiza-ville en 1973 comme une simple succursale du Pacha de Sitges, boîte de nuit emblématique de la Costa Brava créée en 1967. Elle offre en 2010 plus de 3 500 places toujours dans la vieille finca de ses origines. Au fil des ans, s'est construit autour du Pacha le nouveau quartier marina de la Botafoch, qui anime une Ibiza-ville huppé et chic.
- le Privilege à San Rafaël. Dans les années 1970, il s'agit du club San Rafaël. Racheté par une boîte de nuit et discothèque de San Sebastián, il prend le nom de KU (deux initiales prononcés kè you), nom d'une divinité hawaïenne de la guerre et de la prospérité. La boîte nocturne est ainsi tenue par trois gérants basques entre 1978 à 1992. À cette date, elle devient le Privilege. Elle avait une capacité d'environ 10 000 places en 2010.
- l’Amnesia à San Rafaël. Elle offrait environ 7 000 places aux fêtards nocturnes en 2010.
- l’Eden et le Paradis Terrenal que se font face à San Antonio, avec une capacité d'accueil similaire de 5 000 places en 2010.
- le Space à Platja d'en Bossa, commune de San José. Crée en 1989, elle n'était qu'ouverte à 5 000 places en 2010.
- le mythique DC10 en bout de piste de l'aéroport, sur la commune de San José ouvert les lundis seulement.
- le plus récent Ushuaïa Ibiza Beach Hotel.

### Bars musicaux
Il existe aussi beaucoup d'établissement offrant des concerts ou des événements à l'air libre, parfois aussi grands que les clubs eux-mêmes et où se présentent souvent les mêmes DJ's, mais dont les prestations de plein air doivent cesser à minuit, à l'heure où ouvrent les clubs classiques. Parmi les plus anciens et les plus connus en 2015:
- le Café Del Mar, à Sant Antoni de Portmany, haut lieu de la musique lounge et chill-out où José Padilla a longtemps officié
- le Lio, ex Divino, propriété du Pacha et situé à proximité de celui-ci, en bordure de la baie d'Ibiza : restaurant/cabaret
- le Blue Marlin situé à Cala Jondal (commune de San José) : beach club (capacité 5 000 places)
- le Bora Bora à la playa den Bossa : beach club
- l'Ushuaia également à la playa den Bossa : beachclub, mega club de plein air (capacité 10 000 places)
- le Zoo Project à San Antonio
- le Km 5, au km5 de la route Ibiza-San José : restaurant/bar
- le Destino, propriété du Pacha, à Talamanca : concert, hôtel, club (capacité pour les concerts 3 000 places)

Récemment sont apparues des structures hôtelières de luxe, offrant également des prestations de dj's plus ou moins connus (Me, Nikki Beach, Gran Hotel….)

### Plages, criques et grottes

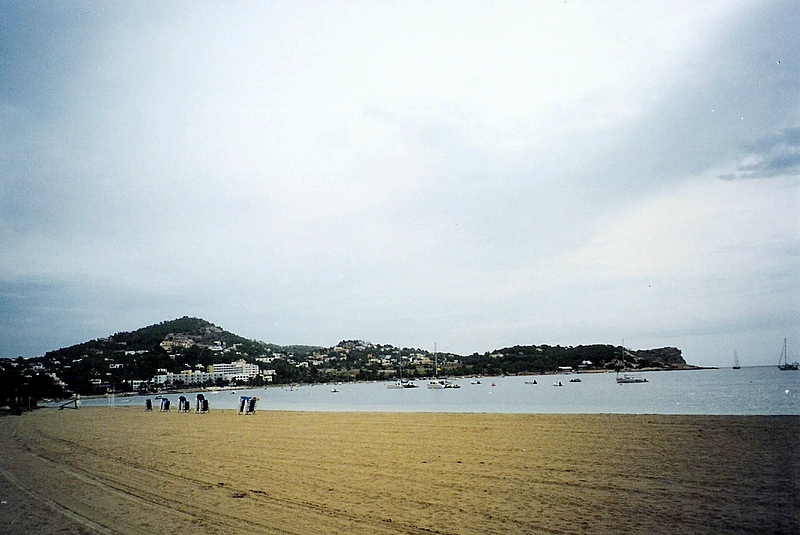
Plage de Talamanca.

Près d'Ibiza ville, citons les plages longues de Talamanca et d'En Bossa. À San Antonio, mis à part les plages urbaines, compte quelques jolies plages comme Cala Gracio ou Cala Salada. San José, la commune la plus étendue territorialement compte aussi le plus grand nombre de plages. Depuis la festive playa d'En Bossa aux portes d'Ibiza jusqu'à la classieuse Cala Bassa aux portes de San Antonio, s'étirent les plages d'Es Cavallet, de Las Salinas, d´Es Codolar, de Sa Caleta, de Cala Jondal, Es Xarcu, Es Torrent ensuite celles de Cala d'Hort (face à l'emblématique rocher d'Es Vedra) et les Cala: d'Hort, Carbo, Tarida, Codolar, Vadella, Conta ou Comte.

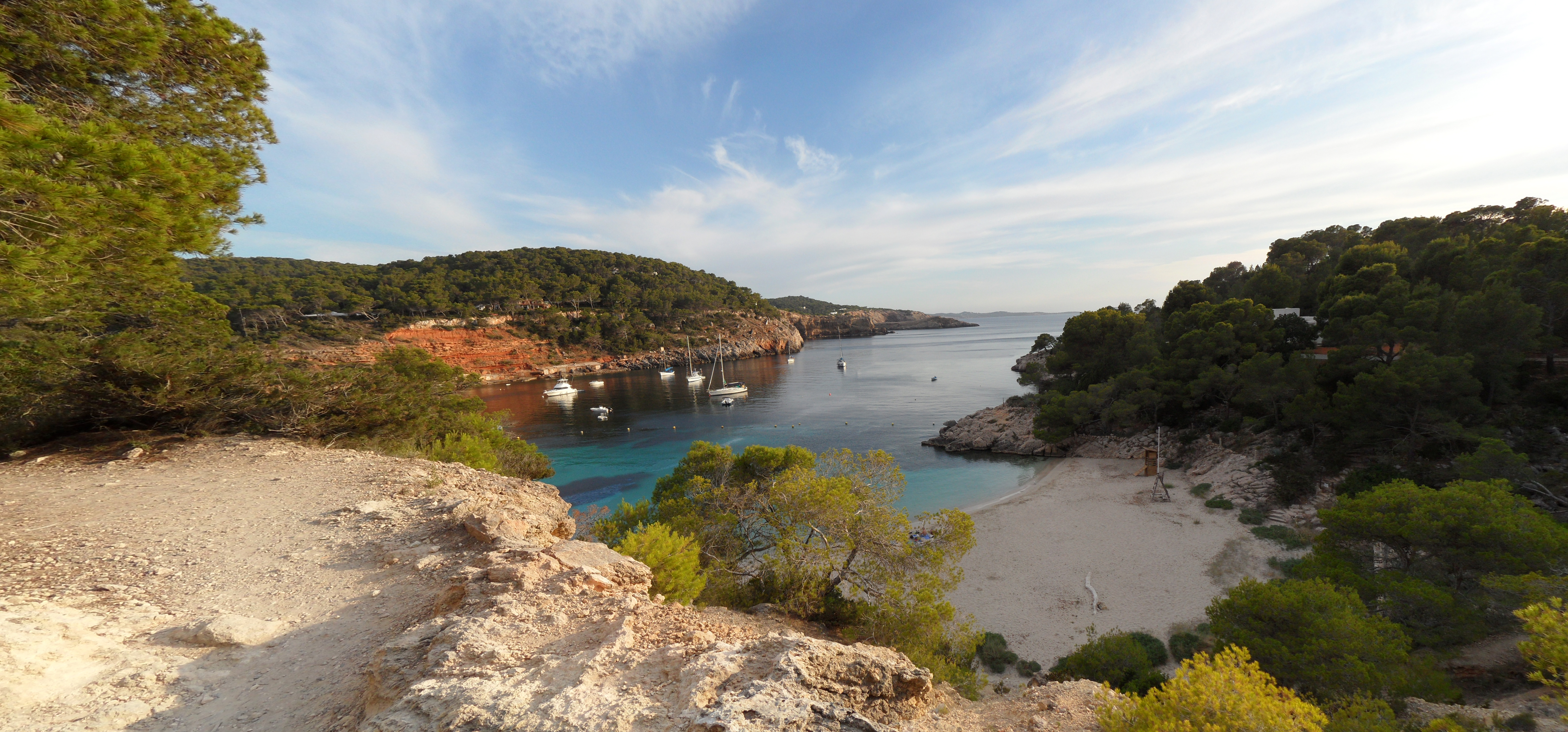
Deuxième plage sur le côté de Cala Salada (cala Saladeta).

À Santa Eulalia, s'étend la plage artificielle du centre-ville et du rio qui lui a donné son nom (Sta Eularia des riu), ainsi que des plages d'accès facile telles Cala Martina, Cala Pada, S´Argamassa ou de Cala Nova à Es Canar mais aussi les criques de Cala Boix, Llonga, Llenya, Mastella, Pou des Lleo, Es Figueral ou de S´Estanyol à Jesús. Sur la commune de San Juan, on trouve le Puerto de San Miguel et les calas de Benirrás, Portinatx, San Vicente, Xarraca et Xuclá. Distante d'une bonne vingtaine de kilomètres de la ville d'Ibiza, située entre les plages de Port Sant Miquel et de Benirrás au bord de la côte, se trouve la grotte Can Marça, dont l'ouverture au tourisme remonte aux années 1980.

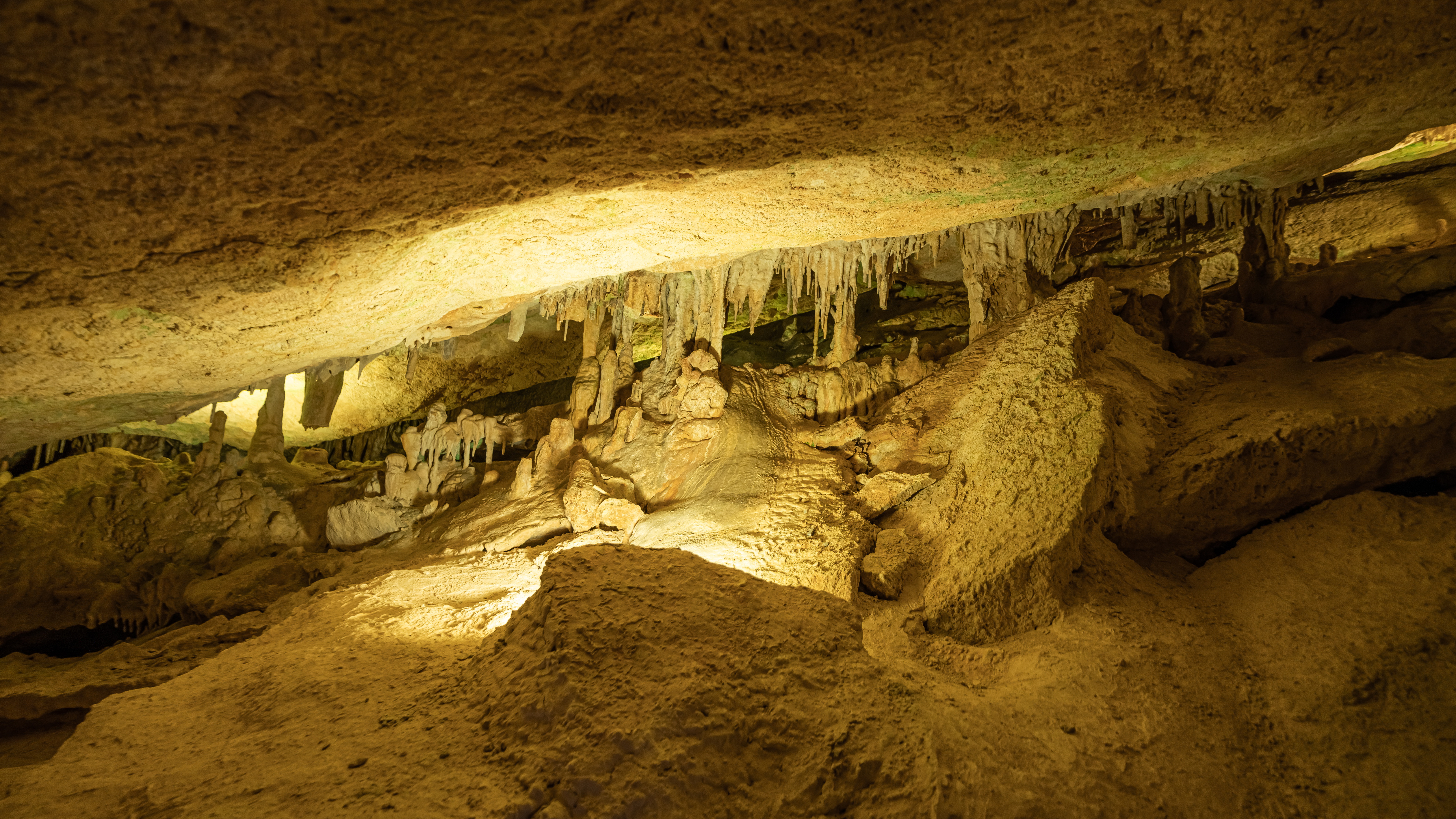
Grotte de San Marçà.

### Camping
Les principaux campings sont situés autour d'Es Canar et Sant Antoni de Portmany (dont celui de Cala Bassa).

### Galerie d'art et marchés d'artisans
L'été, en maints endroits de l'île ont lieu des marchés animés, artisanaux ou écologiques et quelques grands marchés qualifiés de hippies, tels Las Dalias à Sant Carles de Peralta et Punta Arabí à Es Canar.
Le marché de l'art est curieusement assez réduit sur cette île où pourtant vivent de très nombreux artistes. La plupart des galeries professionnelles qui tentent l'aventure disparaissent rapidement ou se transforment tout aussi vite en lieux d'évènements. Les artistes n'ont alors d'autres choix que d'exposer dans des lieux souvent mal adaptés comme les restaurants huppés, les marchés artisanaux ou les quelques timides lieux institutionnels existants (Sa Nostra, Fundació Baleària).

## Gastronomie
Outre les plats roboratifs des auberges catalanes, les véritables spécialités gastronomiques de l'île ont souvent une origine marine. Les anciens marins-pêcheurs, héritiers d'un savoir maritime ancien, ont peut-être mieux que leurs cousins paysans su valoriser leurs modestes prises en s'improvisant « maître coq » pour les habitués des plages. Ils proposaient des ragoûts de poisson (el bullit de peix) et de fruits de mer, avec des légumes frits, tels que tomates, aubergines, courgettes et poivrons. L'ustensile de cuisson, le petit chaudron (caldera) placé au-dessus le feu ou sur les braises d'un brasero, la poterie en terre cuite vernissée ou greixon mise au four dénomment ces plats chauds, ainsi la calderata de peix, la caldereta de langosta, la greixonera d'anguila ou d'anguille épicée. Ces cuisiniers amateurs savaient valoriser rapidement les prises du jour : les calamares en su tinta consistent en rondelles de calamar cuit dans leur encre avec du riz blanc, les calamares a la romana sont de semblables rondelles panés et frites. Les crevettes gambas pouvaient être préparées a la parilla c'est-à-dire grillées, frita al ajilla ou frites à l'ail, ou à la romaine, c'est-à-dire panées et frites. La burrida de ratjada consiste en une raie bouillie, servie avec une sauce assaisonnée à base d'un hachis d'amandes.

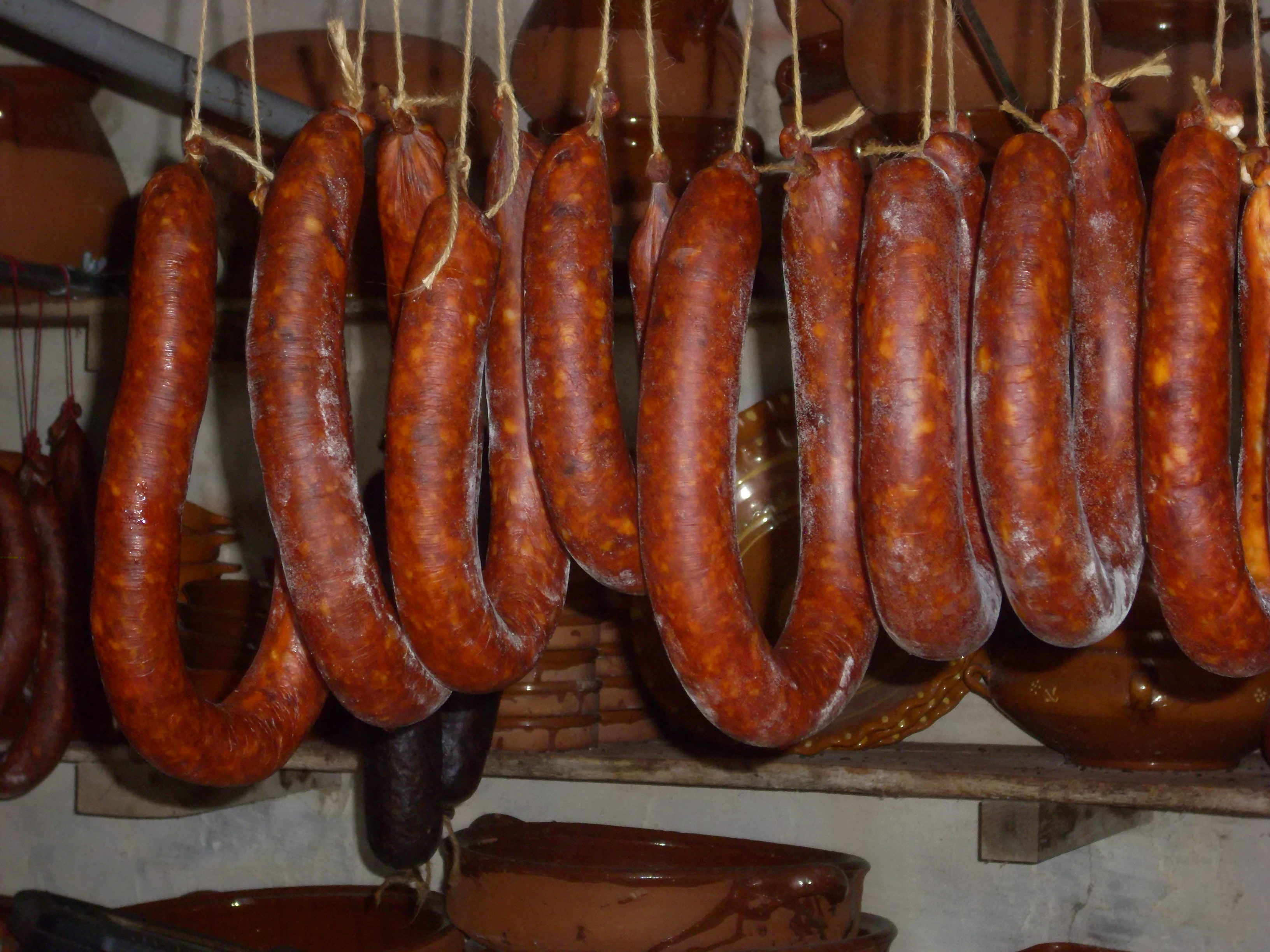
Sobressada.

Mais ces cuisiniers improvisés étaient dès les années cinquante discrédités par les critiques locaux ou espagnols, aussi les restaurants les plus réputés proposaient par exemple une authentique cuisine basque ou des spécialités galiciennes, souvent parfois à partir de véritables pêches lointaines, basque ou galicienne. La cuisine andalouse et valencienne est venue, en profitant de cette béance, se proposer, avec respectivement les soupes froides à base de tomates et concombres, nommées « gazpacho » et les tapas, l'arróç brut, la paella...
La base de l'alimentation paysanne consistait en une sopa, c'est-à-dire l'épaisse tranche de pain (el pa) bis ou noir, sec, sur laquelle on déposait une potée plus ou moins liquide de légumes cuits, souvent du chou. Il en subsiste des soupes plus ou moins épaisses, parsemées de croûtons.
Le porc, en particulier la viande renommée de porc noir ou porc negre, autrefois élevé en stabulation aux haricots, à l'avoine et aux figues, a laissé son jambon et des charcuteries. Outre l'authentique jambon de montagne, et autres saucissons des chaumes, héritage des troupeaux transhumants des archevêques de Tarragone, il y avait la saucisse à griller llonganissa, les petits boudins noirs aux épices buttifaròn, la saucisse variété mortadelle salxitxa, le fromage de tête cuxiot... La viande de porc, hachée et mélangée à du piment doux rouge, par exemple du paprika, puis conservée en cave, donne la sobressada, une sorte de saucisse à tartiner.
Les plats copieux des fêtes n'oubliaient pas les viandes rouges et blanches locales. La cuisine locale mêlait souvent pour ces jours gras saindoux et huile d'olive. Ainsi les côtelettes d'agneau ou de porc, le mouton rôti aux épices, romarin, thym, ail, le lapin préparé aux petits oignons frais ou conil amb ceba, les poules mijotées au pot, différents oiseaux, de la dinde à la pintade ou la caille en passant par l'ortolan, vidés et farcis ou tordos con aceitunas, le petit cochon rôti ou lechona magra servi, tout comme l’espinagada à l'anguille et aux longs piments rouges, à l'occasion de la saint Antoine ou Sant Antoni Abad.
Les jours maigres ne permettaient qu'un légendaire pa amb oli, c'est-à-dire un repas frugal à base de fines tranches de pain bis, sec et dur, mais frottées d'ail et de sel, puis imbibées d'huile et de vinaigre, voire un pan con tomate, la même préparation avec olive et tomates (ou parfois olives hachées dans du jus de tomates). La récolte des champignons de l'île permettait la préparation du pebrasus, à base de champignons grillés, de persillades et de salades. Les fromages frais de chèvre et de brebis accompagnaient le pain noir pan moreno ou le pain bis ou de méteil. La pan con tomate accompagne toujours aujourd'hui de nombreux repas dont le petit déjeuner.
La cuisine paysanne est aussi une cuisine rapide mais saine : elle connaît les brochettes ou parilladas, par exemple, de fruits de mer ou de foie de volaille. La coca ou coque est la version de la pizza d'Italie du sud, les pécheurs la dégustaient avec une garniture de légumes et de poisson ou fruits de mer, les peones appréciaient les roboratives cocas de patatas, les coques aux pommes de terre et légumes de saison (les verdures). Les empanadas s'apparentent, s'ils sont grands, à des tourtes ou, si plus petits, à des beignets : leurs pâtes emprisonnent une garniture salée ou sucrée. Les empanadas de Pâques contiennent l'agneau pascal, cuit avec des oranges, aromatisées à la cannelle et au clou de girofle.
Les pâtisseries (los pasteles) sont innombrables, associant souvent à la manière berbère, les saveurs des abricots, amandes, pignons de pins, raisins secs avec cannelle, câpre, anis. Le flao est une spécialité locale aux œufs et fromage de brebis, aux saveurs d'anis et de menthe. Les panellets sont une friandise de la Toussaint à base d'amande enrobée de pignon ou autre. Les magdalenas (madeleines) sont des barquettes de pâte feuilletée fourrée d'une pâte d'amande. Le flam est un flan à base de lait et d'œufs, cuit dans une robe protectrice de sucre caramélisé. Les orelletes sont des beignets de pâte sèche au sucre anisée, confectionnée pour Noël et les fêtes autour du Nouvel An. Le membrillo est une pâte de coing qui accompagne également les plats. Les pains de figue, présentés en cône dans des feuilles de figuiers, sont une sucrerie anisée à base de figues et de feuille de laurier. L’ensaïmada se présente comme une viennoiserie molle en forme d'escargots. Elle est faite de pâte feuilletée, de saim ou saindoux, d'eau salée, de farine fine, saupoudrée de sucre glace. Cette préparation dont la farine a été aujourd'hui en partie remplacée par des jaunes d'œufs est parfois fourrée de cheveux d'ange (fins fils de courge), de pâtes d'amandes, de fruits comme l'abricot ou de confitures diverses.
Les boissons désaltérantes traditionnelles se limitent à des limonades citronnées ou orangées, connue sous le nom générique de casera (faite maison). L'eau-de-vie n'apparaît que sous la forme des liqueurs d'herbes ou hierbas ibicencas, un alcool doux dans lequel ont macéré pas moins de 17 herbes locales lui conférant une saveur anisée. On pourrait y voir une variété de la chartreuse dont elle possède la couleur verte profonde.

## Logement
Le prix des appartements a augmenté de 56,5 % entre 2014 et 2019. Le prix du mètre carré dépasse désormais les 3 700 euros.
L'année 2020 représente la première année depuis 2017 avec à la fois une baisse des ventes et un légère baisse des prix du marché (environ 1,4 %).

## Criminalité
L'afflux touristique, l'histoire récente de l'île avec la période hippie, puis l'implantation massive de discothèques et aujourd'hui le tourisme jet-seteur ont amplifié les convoitises et la criminalité (dans les Baléares, elle est le double de la moyenne espagnole). Le vol de biens sous toutes ses formes, le trafic de drogue, la prostitution en sont les parties visibles. L'ampleur est telle que les autorités censées réprimer le trafic y sont impliquées. Depuis quelques années, Ibiza est notamment réputée pour être la plaque tournante du trafic de cocaïne en Europe.
Avec la drogue, les discothèques et les activités nocturnes ont également entraîné une augmentation de l'exploitation criminelle de la prostitution, dont les exemples se multiplient, poussant le gouvernement local à envisager sa régulation légale pour lutter contre la traite des femmes que la prostitution illégale provoque.

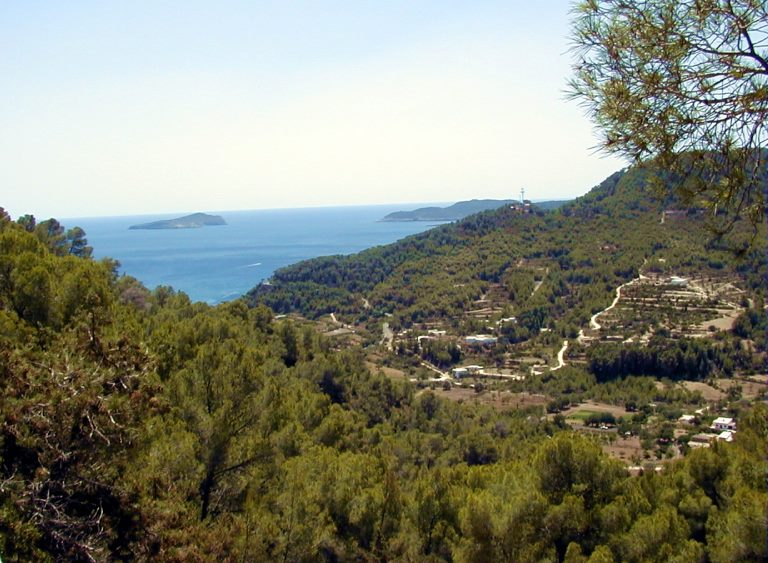
Paysage hors zone urbaine.

## Biodiversité et dégradation de l’environnement
La croissance impressionnante de la friche sociale ou guàret, la déchéance ou le sursis latent des dernières installations hydrauliques qui ne pourront résister infiniment à l'appel d'eau nécessaire aux équipements touristiques, laissent un paysage qui ressemble de moins en moins au monde agricole et pastoral d'autrefois, que les Allemands des années trente croyaient issus d'un legs antique, totalement préservé par une immunisation îlienne miraculeuse. Pourtant, la plupart des plantations d'arbres, même converties en parkings éphémères, sont encore entretenues, une grande partie des terres est fauchée au moins une fois dans l'année pour fournir du fourrage aux derniers éleveurs, et, sans doute, pour limiter les dégâts d'incendies en laissant des paysages ouverts. La constitution d'un vignoble sur des coteaux s'accompagne de la promotion d'un vin paysan ou vi payes qui n'a jamais existé sous cette forme raffinée.
L'urbanisation sauvage de l'île et le bétonnage désordonné des côtes, ainsi que le non-respect des règlementations sur la pollution, liés au tourisme, ont gravement mis en danger la biodiversité de l'île, pourtant exceptionnelle, et profondément dégradé son environnement naturel. Outre les déchets jetés par-dessus bord, l'écosystème, fragile, s'est retrouvé saccagé.
On observe depuis 2009 une augmentation des menaces sur l'environnement, évaluées à 12 % en 2009 par l'UNESCO, elles atteignent 36 % en 2011.
Le développement des installations touristiques, de l'aménagement hôtelier et de l'immobilier résidentiel, à proximité des rivages, a profondément modifié en quelques décennies les bords de plages de sable, et souvent même les criques. Cette zone maintenant urbanisée était un monde quasi désert, il y a plusieurs siècles et souvent il y a moins d'un siècle en dehors de quelques installations portuaires ou de pêcheurs, composé de rivages de sable et de roches, à végétation rase bientôt disparaissant dans les forêts de pins bien entretenues. Le monde agricole et pastoral dense de l'île regroupait ses habitats sur le rebord des vallées et s'étendait à l'intérieur. À la suite de la déprise agricole, en dehors des zones rattrapées par une rurbanisation facilitée par la petitesse de l'île, les récentes friches et les anciennes chaumes des plateaux reprennent, selon les cas, l'état de zones semi-humides (fonds de vallées parfois autrefois irriguées), de garrigues et de forêts plus ou moins ouvertes.
La dégradation de l'environnement marin est particulièrement sensible. La Posidonia Oceanica (entre autres), cette plante à fleurs aquatique emblématique de la Méditerranée, compte son plan le plus important (8 km de long) dans la réserve naturelle de Las Salinas située entre Ibiza et Formentera. Ce plan est supposé être l'organisme vivant le plus vieux au monde (100 000 ans). Hélas cette zone protégée est également une autoroute maritime pour tous les ferrys, voiliers et yachts que le tourisme déverse en été au point que les eaux du parc naturel sont particulièrement troubles de juillet à octobre et que l'étendue de Posidonia régresse.

### Plantes et arbustes typiques des garrigues
Dans les fonds de vallée humides, autrefois cultivés ou à proximité d'anciens regadios, poussent l'arum d'Italie, l'arbousier, le roseau a quenouilles, l'asperge sauvage, l'épilobe à grandes fleurs et l'oseille crépue. Sur les pentes sèches et les passages piétinés résiste le plantain corne de cerf.
Les arbustes et arbrisseaux de la garrigue ou envahissant les friches sont nombreux : myrte commun, laurier rose ou oléandre toxique, bien connu par ses brûlures chimiques, arghel ou coton sauvage, inule visqueuse, pistachier lentisque, tamaris, gattilier ou arbre au poivre, genévrier - dont on tirait l'huile de cade... Au bord de la mer résiste le romarin des rivages.

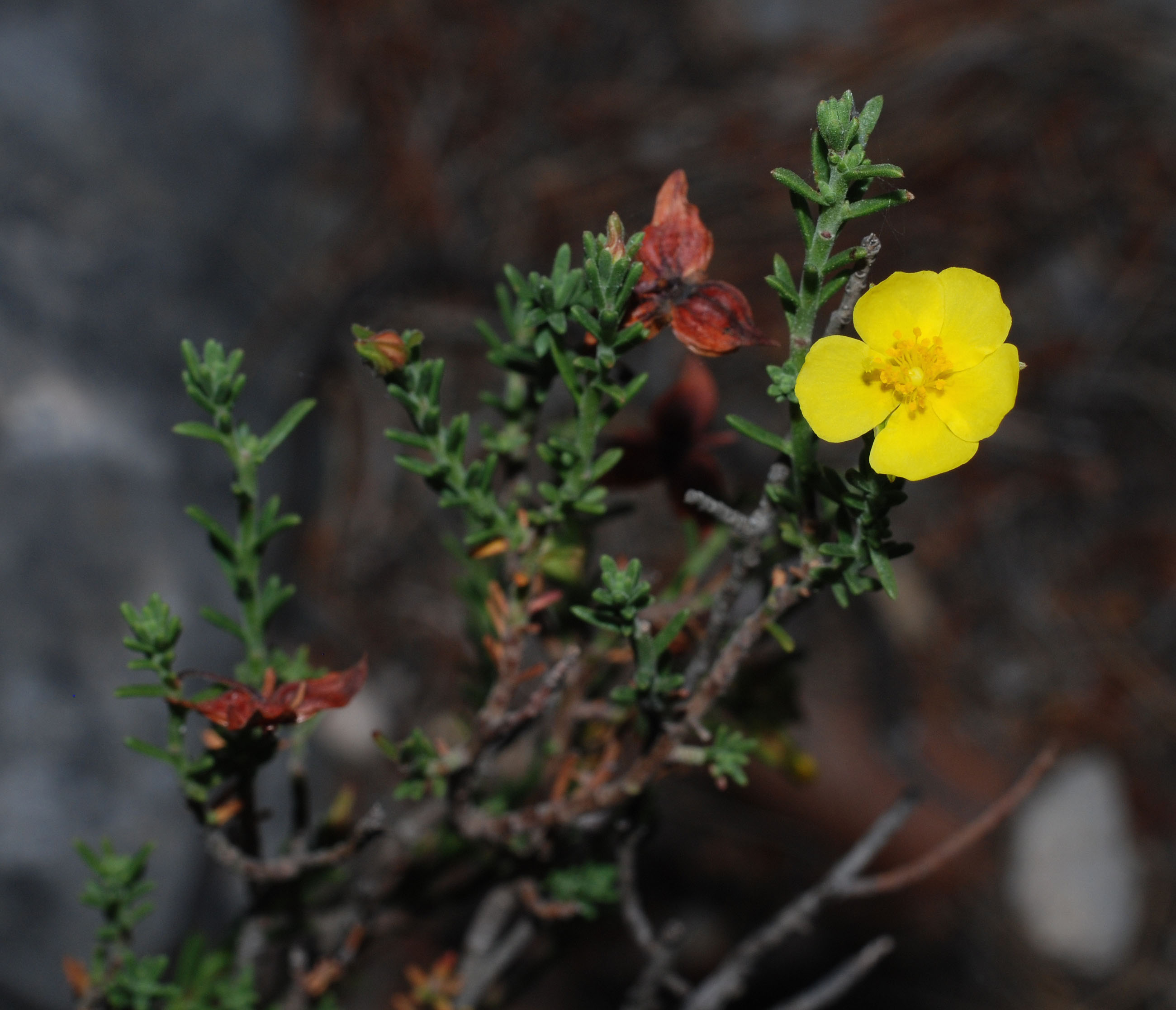
Fleur de la fumana fausse bruyère, typique de la garrigue eivissenca.

### Champignons
Les Eivissencs, solides marcheurs, sont de fervents collecteurs de champignons comestibles, notamment :
- les lactaires poussant sous les pins, par exemple le lactaire délicieux encore nommé catalan, et le lactaire sanguin ;
- les très recherchés bolets nobles des sous-bois clairsemés et des talus, comme le cèpe de Bordeaux ;
- le pleurote du panicaut, qui s'établit sur les racines du panicaut ;
- l'agaric champêtre, qui est le « petit champignon blanc des prés pâturés ».

On trouve aussi communément l'amanite tue-mouche toxique et le clathre rouge, fort répulsif.

### Oiseaux
Les passereaux familiers des milieux humides à l'intérieur de l'île sont surtout la rousserolle turdoïde, dénommée « rossignol des rivières », la fauvette dite rousserolle effarvate, le bruant zizi, le bouscarle de Cetti, le cisticole des Joncs...
Dans ces mêmes milieux, aussi la gallinule poule d'eau. Au voisinage des sous-bois et des fourrés buissonneux, il est possible parfois d'entendre les chants mélodieux du rossignol philomèle ou du troglodyte mignon.
Résidents permanents de l'île en toute saison, la bergeronnette grise, avec son hoche-queue incessant qui la surnomme, et le merle noir égaient les jardins eivissencs, à l'instar de leurs cousins de nos jardins d'Europe occidentale en bonne saison.

## Personnalités
Peinture
- Le peintre Eveli Torent (1876-1940) y fonde une petite communauté d'artistes dans les années 1920.
- Le peintre Georges Feher (1929-2015) a beaucoup séjourné à Ibiza dont il dit que « la très belle lumière en fait picturalement le lieu le plus impressionnant » et où il estime avoir peint un millier de tableaux.
- En 1965, le peintre péruvien Fernando Vega meurt prématurément à Ibiza, à l'age de 33 ans[146] d'un arrêt cardiaque causé par une overdose d'héroïne[147].
- Le peintre Jean-Pierre Vielfaure a séjourné à Ibiza entre 1970 et 1973, l'île lui inspirant une suite de tableaux intitulée Les Portes d'Ibiza.

### Filmographie
- La Maison France 5, une émission spécialisée dans la visite d'habitations dans des endroits paradisiaques, a déjà tourné un de ses numéros sur l'île d'Ibiza. Une série de cinq émissions a été réalisée dans des résidence à Ibiza et aux Baléares, quelques découvertes architecturales à Santa Eulalia, à Ibiza-ville, des fincas rénovées et gîtes-chambres d'hôtes aux hangars à bateaux reconvertis en logis minimalistes des bords de mer.[vidéo] « La Maison France 5 à Santa Eulalia à Ibiza », sur YouTube.
- Le film People, réalisé par Fabien Onteniente et sorti en 2004, situe son action à Ibiza. La description des fêtes emprunte beaucoup à la vision cliché d'Ibiza au tournant des années 2000, drogues et (homo)sexualité incluses. Il montre également l'animation locale, et des images parfois réelles de l'Amnésia ou du Privilège, avec la segmentation des personnalités et les entrées people/plancher de danse des entrées communes; ainsi que les techniques de racolage et de remplissage des boîtes de nuit, les bus de ramassage, les principaux spectacles, les cérémonies d'aspersion de mousse ou spuma.
- Deux films de Barbet Schröder se déroulent à Ibiza : More (sorti en 1969) et Amnesia (sorti en 2015). Le premier a pour cadre la période hippie, le second l'Ibiza d'aujourd'hui.
- Ibiza, comédie sortie en 2019 avec Christian Clavier.

### Musicographie
- Underground 9, en 2 CD mixés respectivement par Mar-T en 79,45 minutes et David Squillace en 77,05 minutes, série Amnesia Ibiza, Fifty-five records, DJ center record, 2009. Un aperçu de la musique électronique, house ou techno, minimaliste qui a été d'abord caractéristique des afters (les plus modestes tant dans la qualité du son que dans le lieu d'accueil) de la fin des années 1990 pour gagner une notoriété grandissante durant la décennie suivante, y compris en reprise dans les boîtes de nuit huppées.
- House Summer Love, GEMA-MORE Music and Media Gmbh, 2009.
- Ibiza Megamix 2010, 50 dance- and house-tracks in one megamix, GEMA-MORE Music and Media Gmbh, 2010. La plupart des productions rapportant la musique électronique jouée sur l'île paraît encore sous forme de compilations, éditées à l'étranger, malgré les radios locales et les productions-éditions d'acteurs locaux.
- Defected In The House, Ibiza'11, The Balearic sound of saturday nights at Pacha and beyond, this is spiritually Ibiza, en trois CD édités par Simon Dunmore, ITH ltd, 2011.